# 3e étape du Tour de France 1952
Vous lisez un « article de qualité » labellisé en 2024.
Pour un article plus général, voir Tour de France 1952.
La 3e étape du Tour de France 1952 se déroule le 27 juin 1952 entre les villes du Mans, qui accueille le Tour pour la première fois, et Rouen, ville-étape pour la troisième fois. Le parcours traverse les départements de la Sarthe, de l'Orne, de l'Eure et de la Seine-Inférieure (Seine-Maritime) sur une route principalement plane avec quelques côtes, et longue de 189 km. Il passe notamment par les villes d'Alençon, de Sées, de Bernay, de Grand-Couronne, de Petit-Couronne et du Grand-Quevilly.
C'est la troisième étape des vingt-trois prévues de cette 39e édition du Tour de France, dont Fausto Coppi a pris le départ en tant qu'immense favori, en l'absence d'Hugo Koblet, vainqueur de l'édition précédente, et de Louison Bobet, champion de France en titre. Au départ de l'étape, le classement général est mené par le Belge Rik Van Steenbergen, maillot jaune depuis sa victoire lors de la première étape.
La victoire n'est pas disputée entre les deux coéquipiers de l'équipe de France. Le Français Nello Lauredi devance Bernard Gauthier, qui lui laisse la victoire pour le bénéfice de la minute de bonification et l'obtention du maillot jaune. Le Néerlandais Gerrit Voorting, lui aussi membre de l'échappée, termine troisième avec trois minutes de retard.
L'étape est plus courte que la distance moyenne des étapes de Tour de France de l'époque. Une seule échappée sérieuse est formée et parvient à se maintenir en tête pendant pratiquement toute l'étape. Les sept coureurs — nom donné aux cyclistes dans une course compétitive — bénéficient pendant un temps d'une avance importante (jusqu'à 13 min) avant que le peloton ne réagisse et réduise l'écart quelque peu. Une chute vers la fin de l'étape provoque l'éclatement de l'échappée, ce qui laisse les deux coureurs de l'équipe de France seuls en tête. Quatre abandons sont enregistrés en cours d'étape.
La performance des deux Français permet à l'équipe de France de remporter l'étape, de prendre le maillot jaune, de remporter une première fois sur ce Tour le classement par équipes de l'étape et de prendre la tête de ce classement. Nello Lauredi remporte également le prix de la combativité.

## Profil de l'étape
Le parcours de cette étape est inédit puisque aucune étape du Tour de France n'est encore partie du Mans avant cette édition. Il emprunte l'ancienne RN 138 sur la quasi-totalité de l'étape entre Le Mans et Rouen. Le profil est principalement plat et aucune réelle difficulté n'est recensée. Enfin, la distance de l'étape est plus courte que les moyennes connues des éditions précédentes du Tour de France.

### 1repartie(99km): un tronçon relativement plat avec quelques courtes côtes
La première partie commence à la sortie du Mans, dans la zone du quartier Gallière, avant de prendre la route nationale en direction d'Alençon. Cette portion ne comprend pas de grandes difficultés, à l'exception d'une courte côte à Piacé (km 28) de 4 % de dénivelé moyen sur 1 km. Ensuite, entre Nonant-le-Pin et Saint-Evroult-de-Monfort, trois autres côtes plus raides sont recensées : la première (km 83) de 4 % de dénivelé moyen sur 3 km, la deuxième (km 92) de 5,6 % sur 1 km, et la troisième (km 94) de 7,6 % sur 1 km. Le dénivelé cumulé total sur cette portion est d'environ 700 mètres sur 100 km,.

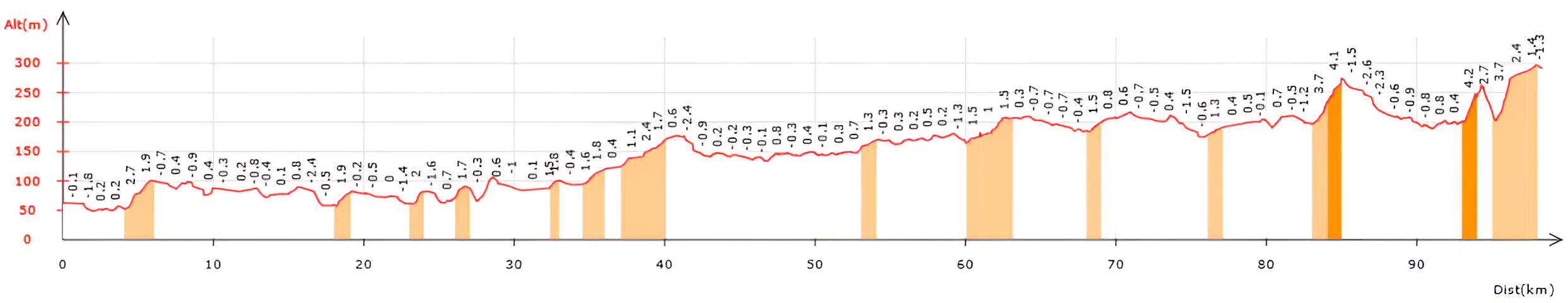
Profil altimétrique de la première partie de l'étape (99 km).

### 2epartie(90km): un tronçon relativement descendant avec un final vallonné
La deuxième partie est également globalement plane, avec une pente douce sur les trente-six premiers kilomètres, puis davantage de relief sur la fin du parcours. Une première côte arrive après Brionne (km 149) de 4 % de dénivelé moyen sur 1 km, puis une courte portion de 800 mètres à 8,2 % de dénivelé moyen avant Bosrobert (km 154), puis la dernière côte avant La Maison-Brulée (Moulineaux), de 5,7 % de dénivelé moyen sur 1 km. Pour terminer, le parcours prend la descente vers la vallée de la Seine et rentre dans Rouen, avec l'arrivée située sur l'avenue de Caen au bout d'une ligne droite de 1 700 mètres. Le dénivelé cumulé total sur cette portion est d'environ 450 mètres sur 90 km,.

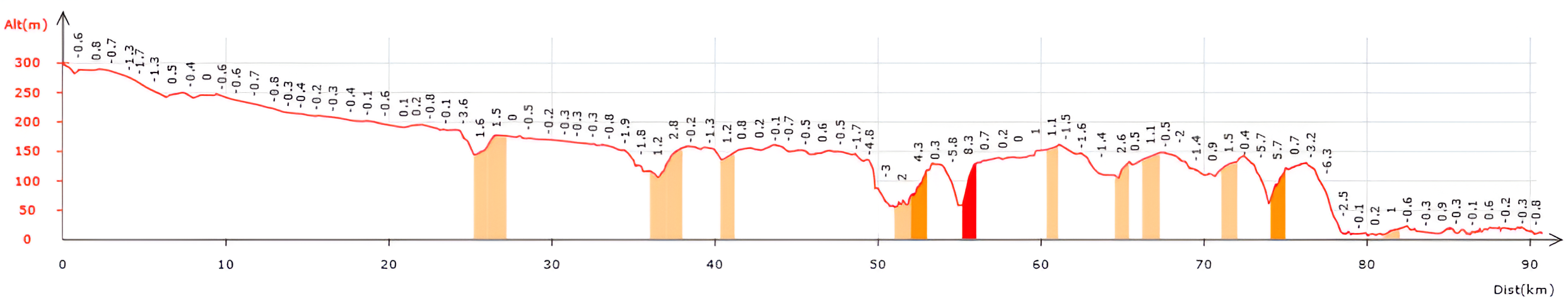
Profil altimétrique de la deuxième partie de l'étape (90 km).

### L'organisateur prévoit une fin d'étape avec des écarts
L'organisateur, dans les colonnes de L'Équipe, déclare que les conditions du parcours sont propices à des écarts plutôt sensibles : l'étape est courte et les difficultés se situent à la mi-parcours, laissant prévoir une deuxième partie d'étape bien roulante. Selon lui, le maillot jaune ne devrait pas être en danger, mais « des fluctuations sont possibles et le résultat ne sera vraisemblablement pas de ceux que l'on a tôt fait d'oublier ».
| Département | Lieu                                | km |                  | Département                            | Lieu | km |
| Sarthe      | Le Mans                             | 0  | Orne             | Marmouillé                             | 76   |    |
| Sarthe      | La Bazoge                           | 9  | Orne             | Nonant-le-Pin                          | 80   |    |
| Sarthe      | Saint-Jean-d'Assé                   | 15 | Orne             | Gacé                                   | 92   |    |
| Sarthe      | Saint-Marceau                       | 19 | Orne             | Saint-Evroult-de-Monfort               | 93   |    |
| Sarthe      | Beaumont-sur-Sarthe                 | 24 | Orne             | Monnai                                 | 106  |    |
| Sarthe      | Juillé                              | 26 | Eure             | Broglié                                | 123  |    |
| Sarthe      | Piacé                               | 28 | Eure             | Bernay                                 | 134  |    |
| Sarthe      | La Hutte (Saint-Germain-sur-Sarthe) | 33 | Eure             | Carrefour de Malbrouck (Carsix)        | 143  |    |
| Sarthe      | Fyé                                 | 36 | Eure             | Brionne                                | 149  |    |
| Sarthe      | Oisseau-le-Petit                    | 38 | Eure             | Saint-Martin-du-Parc (Le Bec-Hellouin) | 152  |    |
| Sarthe      | Béthon                              | 39 | Eure             | Bosrobert                              | 154  |    |
| Sarthe      | Arçonnay                            | 43 | Eure             | Bourgthéroude-Infreville               | 166  |    |
| Orne        | Alençon                             | 47 | Seine-Inférieure | La Maison-Brulée (Moulineaux)          | 173  |    |
| Orne        | Valframbert                         | 51 | Seine-Inférieure | Moulineaux                             | 175  |    |
| Orne        | Forges                              | 55 | Seine-Inférieure | Grand-Couronne                         | 179  |    |
| Orne        | Le Perron (Saint-Gervais-du-Perron) | 59 | Seine-Inférieure | Petit Couronne                         | 183  |    |
| Orne        | Sées                                | 68 | Seine-Inférieure | Le Grand-Quevilly                      | 186  |    |
| Orne        | Chailloué                           | 74 | Seine-Inférieure | Rouen, Avenue de Caen                  | 189  |    |

## Contexte au départ de l'étape
Au lendemain de la deuxième étape qui s'est déroulée entre Rennes et Le Mans, quelques enseignements ont pu être tirés par les journalistes qui suivent le Tour quant aux forces en présence et à la forme des différents coureurs et des équipes en ce début d'épreuve.

### L'équipe de Belgique domine le début du Tour

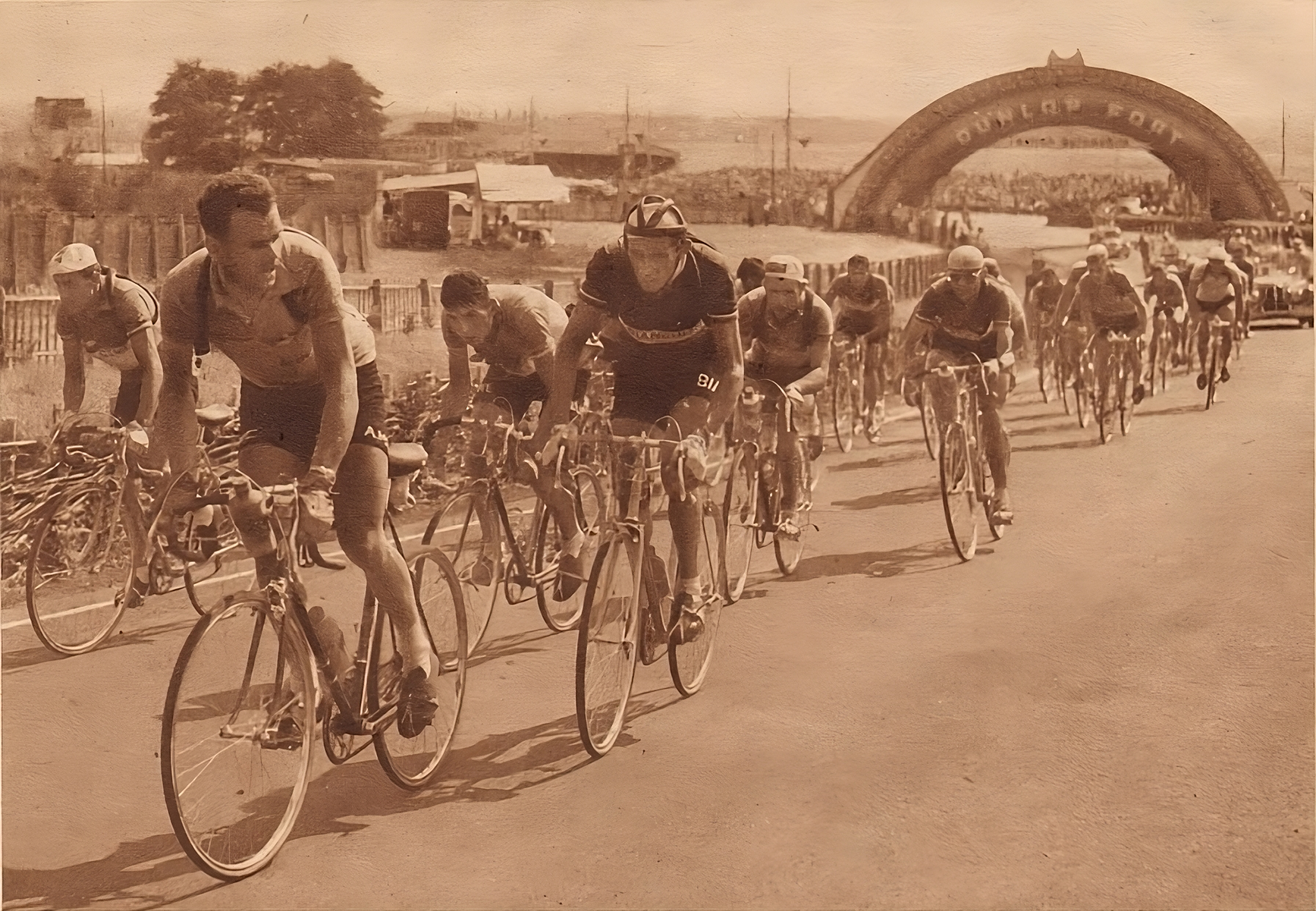
Rik Van Steenbergen en tête du groupe maillot jaune sur le Circuit des 24 Heures du Mans devant Coppi.

L'exploit collectif de l'équipe belge en ce début de Tour est unanimement salué par la presse internationale, nationale et régionale, tant pour la performance de ses coureurs que pour la stratégie adoptée,,,. Déjà détentrice du maillot jaune à la suite de la victoire de Rik Van Steenbergen lors de la première étape, l'équipe, en plus de défendre la tête du classement général face aux attaques des Italiens et des Français, parvient à remporter la deuxième étape avec l'ultime échappée de Rosseel et Close. Après seulement deux étapes parcourues, l'équipe cumule deux victoires d'étape, deux victoires au classement de l'étape par équipes (Challenge International), deux jours en tête du classement général individuel et du classement général par équipes, et cinq coureurs dans le top 10 du classement général individuel. Les Belges n'ont pas connu un tel début de Tour depuis 1926.

### Van Steenbergen est déterminé à rester en «jaune»
« Je sais que je ne suis pas au bout de mes peines. Je sais que je vais être encore attaqué. C'est la course d'ailleurs. Je sais que je dois me méfier, non seulement de Coppi, Bartali, Robic, Gem et autres grands, mais également d'un noyau de jeunes comme ce Pardoën qui me parait avoir du sang dans les veines. Il se peut donc que malgré mon vif désir de conserver très longtemps mon maillot jaune, j'arrive à le perdre. Mais ce sera avec l'espoir de le reprendre rapidement. Peut-être bien dans l'étape contre-la-montre. »
Van Steenbergen dispose d'une avance de plus de sept minutes sur la plupart des favoris (dont Coppi). Grand rouleur et cycliste talentueux, il ne fait malgré tout pas partie des favoris du Tour pour les observateurs, en raison notamment de ses limites en montagne. Ces derniers envisagent toutefois qu'il puisse garder la tête du classement jusqu'aux premiers cols,,.
Face à ceux qui pourraient avoir des doutes sur ses ambitions, il rappelle lui-même qu'il a fini deuxième du Tour d'Italie 1951. Ainsi, lors de la deuxième étape, il a répondu aux attaques des favoris et des jeunes régionaux en quête d'une victoire d'étape, défendant son maillot jaune, et prouvant qu'il souhaitait le garder aussi longtemps que possible,.

### Match nul entre les favoris du Tour
Consciente de la position de grand favori incarné par Coppi, récent vainqueur du Tour d'Italie, l'équipe de France adopte une stratégie offensive lors des deux premières étapes afin d'essayer de gagner du temps avant les premiers cols de montagne. Leurs attaques et tentatives sont nombreuses, mais systématiquement contrées par la stratégie défensive de l'équipe d'Italie, avec des contre-attaques de Coppi lui-même à plusieurs reprises,. Au final, au terme des deux étapes, aucun des favoris présumés des deux équipes n'a réussi à prendre l'avantage sur les autres. En revanche, plusieurs défaillances ont été observées chez leurs coéquipiers, autant chez les Italiens que chez les Français (dont Magni et Muller). Cette situation soulève des questions sur leur capacité à accompagner leurs leaders sur la suite de l'épreuve. Certains observateurs estiment que ces défaillances pourraient inciter les équipes, dans les jours suivants, à atténuer les attaques menées les uns contre les autres.

## Déroulement de la course

### Résumé de l'étape[a]

#### Départ du Mans et formation de la première échappée
Au matin du 27 juin, les cyclistes ont un programme précis à suivre avant le départ de la course :
- 10 h : signatures et ravitaillement place des Jacobins, devant le théâtre municipal du Mans ;
- 10 h 50 : appel des coureurs ;
- 11 h 5 : départ du défilé par la rue des Jacobins, la rue Claude-Blondeau, la rue Marchande, la rue Dumas, la place de la République, rue Gambetta, la rue Montoise, l'avenue Louis Cordelet et la route d'Alençon ;
- 11 h 15 : départ de l'étape devant la station-service BP.

La météo prévue est ensoleillée et très chaude, avec un vent de l'est trois-quarts face défavorable.
À la sortie du Mans, les 117 coureurs prennent la RN 138 et, dès les premiers instants, deux coureurs de l'équipe Ouest / Sud-Est, Tino Sabbadini et Jacques Vivier, prennent une avance de cent mètres sur le peloton. Ils sont suivis par Maurice Quentin (France) et Giovanni Corrieri (Italie) qui ne collaborent pas, puisque seuls les régionaux produisent l'effort. Celui-ci ne suffit pas à maintenir l'échappée et ils sont rapidement repris par le peloton.

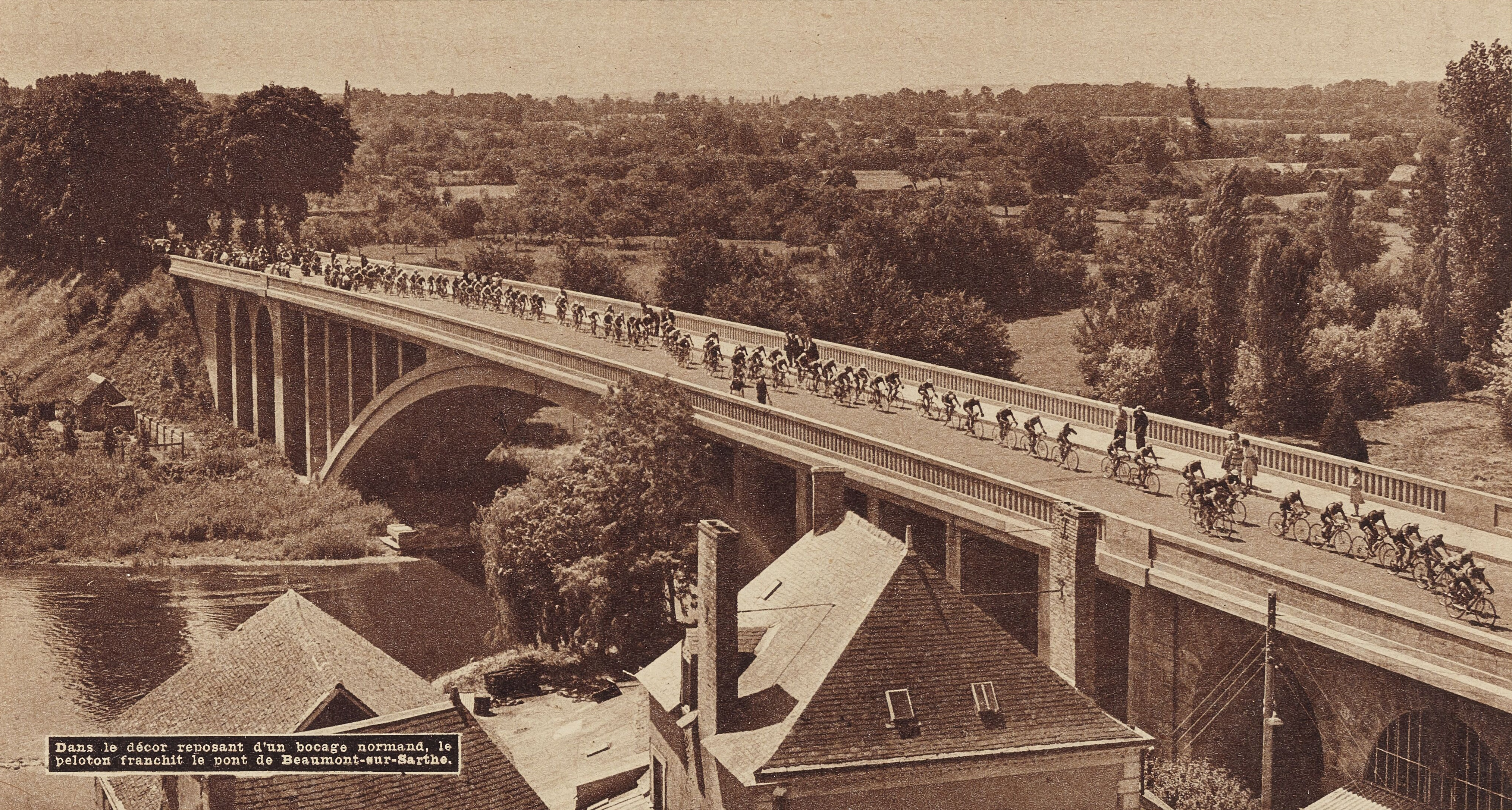
Passage du peloton à Beaumont-sur-Sarthe.

Une deuxième échappée se forme rapidement à la suite de l'attaque du Français Roger Buchonnet (Nord-Est / Centre), suivi par Corrieri (Italie),. À La Bazoge (km 9), elle compte déjà 30 s d'avance sur le peloton,. Le duo est rejoint au km 15 par Bernard Gauthier (France) qui fait les efforts pour combler l'écart,. Son initiative est imitée avec succès, après plusieurs tentatives, par Nello Lauredi, son coéquipier. Il est suivi par Louis Caput (Paris), Gerrit Voorting (Hollande), Édouard Fachleitner (Sud-Est) et Ettore Milano (Italie), qui parviennent à s'extraire du peloton,. Les cinq hommes rejoignent le trio de tête à Juillé (km 25),, qui ne compte qu'une minute d'avance sur le peloton,. Rapidement, Milano crève et se fait reprendre par le peloton.
À l'arrière, le Belge Maurice Blomme crève également, ce qui contraint son équipe, chargée de défendre le maillot jaune de Van Steenbergen, à ralentir légèrement et à laisser quatre coureurs prendre du retard pour l'attendre,.

#### L'écart augmente entre l'échappée et le peloton pendant une centaine de kilomètres

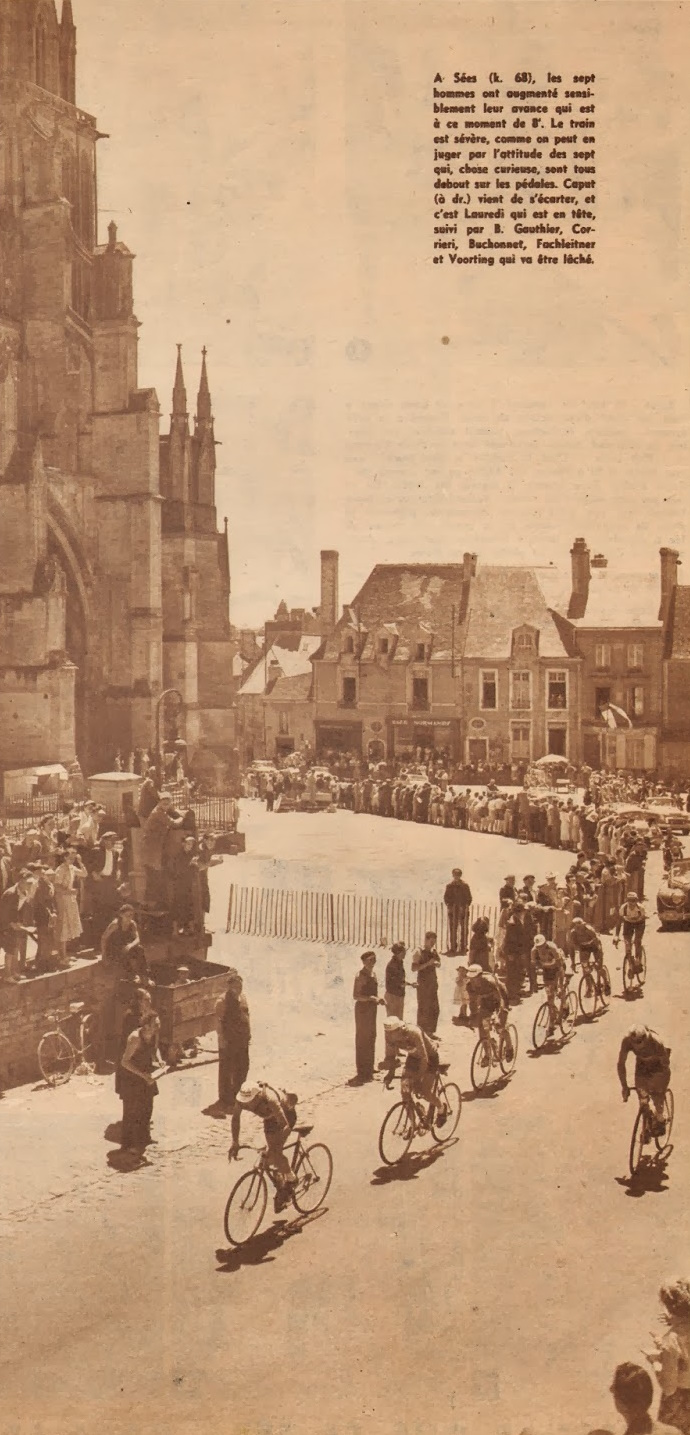
Passage du groupe d'échappés à Sées.

L'écart prend progressivement de l'ampleur. Peu avant le passage à proximité de Fyé (km 35), les sept coureurs de tête possèdent 1 min d'avance sur Gilbert Bauvin (Nord-Est / Centre), qui s'est échappé, et 2 min 10 s sur le peloton. La tête de course évolue avec cinq minutes d'avance sur l'horaire, à une moyenne de 40,5 km/h sur la première heure. Douze kilomètres plus tard, à Alençon (km 47), l'écart est porté à 4 min 50 s. Bauvin est repris tandis que Jean-Marie Cieleczka (Nord-Est / Centre) tente de s'échapper.
Entre-temps, l'équipe de Belgique est de nouveau ralentie par la crevaison de Robert Vanderstockt, lui aussi attendu par des coéquipiers,. Dans le peloton, plusieurs coureurs sont lâchés et abandonnent, dont Germain Derijcke (Belgique) souffrant depuis la veille, distancé depuis le km 30, André Dufraisse (Ouest / Sud-Ouest) qui souffre de furoncles, et Robert Ducard (Nord-Est / Centre), également malade.
Roger Rossinelli (Nord-Est / Centre) tente de rejoindre l'échappée mais ne parvient pas à créer l'écart. Pendant ce temps, les membres de l'équipe de France occupent la tête du peloton tout en tentant d'en ralentir le rythme. L'échappée continue de gagner du temps : 6 min 50 s au Perron (km 59), 8 min à Sées (km 68) et 9 min 30 s à Nonant-le-Pin (km 79). Fachleitner (Sud-Est) devient alors virtuellement en maillot jaune.
La malchance continue pour l'équipe de Belgique, puisqu'Eduard Van Ende chute et se blesse en s'ouvrant le talon gauche sur une canette de ravitaillement. De nouveau, des coureurs belges sont contraints de ralentir faire revenir leur coéquipiers dans le peloton.
Dans le groupe, Buchonnet (Nord-Est / Centre) crève aux alentours de Gacé mais parvient à rejoindre la tête.
Le rythme du peloton n'accélère pas, permettant à l'écart de se creuser. L'avance du groupe de tête atteint 11 min 45 s au km 110, puis 13 min 45 s au km 123,. Buchonnet (Nord-Est / Centre) crève de nouveau dans les environs de Broglie et cette fois-ci, ne parvient pas à remonter,. Il décide progressivement de se laisser rattraper par le peloton.

#### La réaction du peloton après le ravitaillement de Broglie

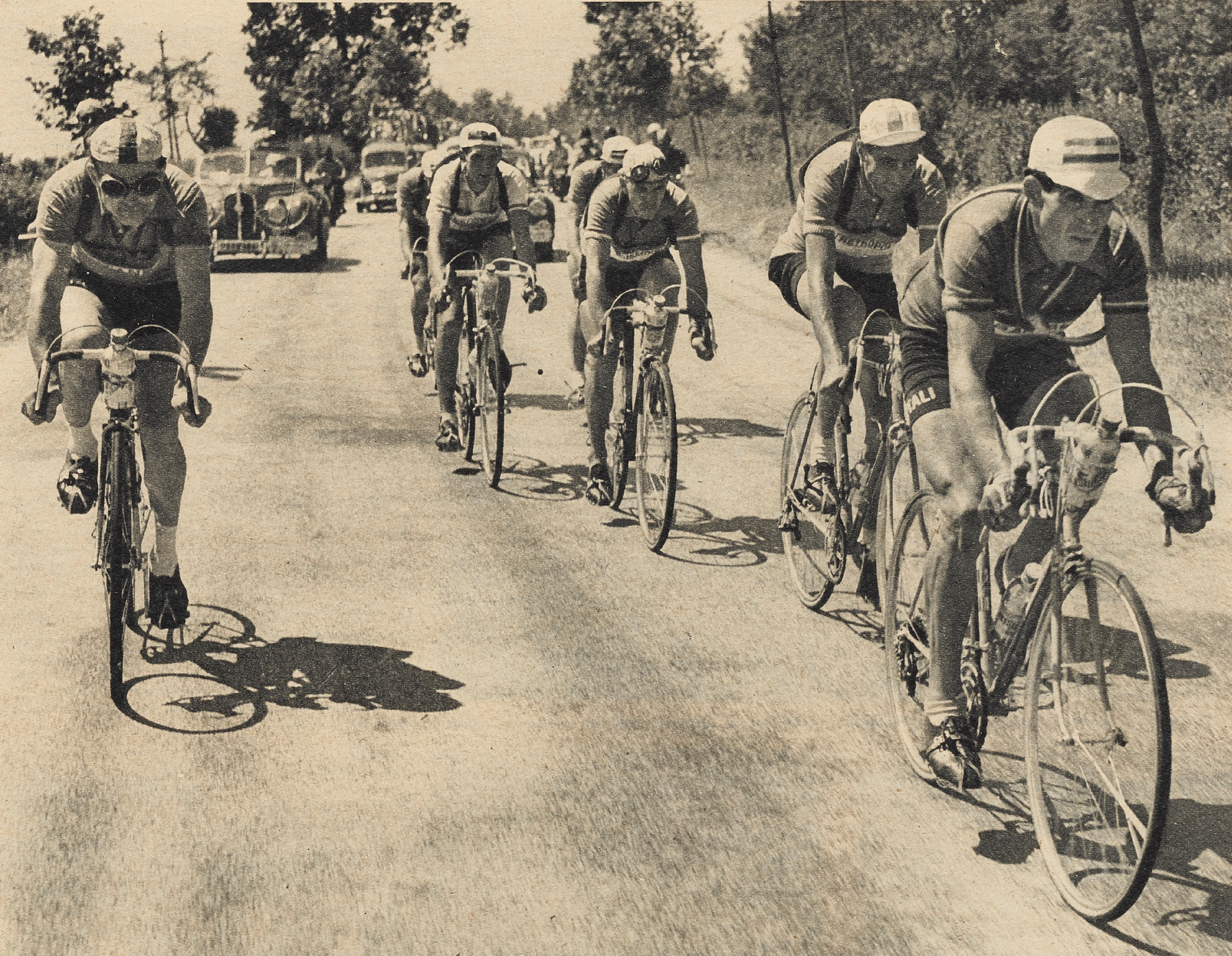
La composition de l'échappée, Corrieri en tête, devant Buchonnet, Caput à sa droite.

Après Broglie et le contrôle de ravitaillement, le rythme du peloton augmente alors que l'écart culmine à 14 min 5 s d'avance. Au km 147, les six coureurs en tête devancent Buchonnet (Nord-Est / Centre), attardé de 7 min 20 s, et le peloton de 12 min 3 s. Au km 156, l'avance est retombée à 11 min 10 s.

#### L'explication finale entre les six hommes de tête
À 21 km de l'arrivée, Corrieri (Italie) crève et doit laisser partir les cinq autres coureurs de l'échappée. Dans ce groupe, Caput (Paris), avec ses qualités de rouleur, fait figure de favori pour la victoire d'étape, tandis que Fachleitner (Sud-Est) est le mieux placé pour obtenir le maillot jaune. Depuis le km 80, il dispose d'une avance suffisante pour dépasser Van Steenbergen au classement général et possède six secondes d'avance sur Lauredi (France), l'autre cycliste de l’échappée bien placé. Les coureurs arrivent en bas d'une descente et franchissent un passage à niveau avant d'attaquer la côte de La Maison-Brûlée (km 171). La chaîne de vélo de Fachleitner (Sud-Est) saute et il est obligé de faire un écart, s'accrochant à Caput (Paris), ce qui entraîne également une chute de Voorting (Hollande),,. Les deux membres de l'équipe de France, Lauredi et Gauthier, parviennent à éviter l'accident et filent ensemble vers Rouen. Voorting (Hollande) se relève et reprend la route sans trop de retard, suivi peu après par Fachleitner (Sud-Est). Caput (Paris), en revanche, qui a cassé sa roue arrière, est blessé au bras et à la jambe,.
À pleine vitesse, les deux français franchissent la ligne d'arrivée, Gauthier laissant gagner son coéquipier Lauredi pour que celui-ci puisse bénéficier de la minute de bonification. Voorting (Hollande) franchit la ligne en troisième position, 3 min 25 s après les deux Français. Corrieri (Italie) qui a rattrapé Fachleitner (Sud-Est) entre-temps, franchit la ligne avec 6 min de retard. Le peloton, qui a rattrapé Caput (Paris), termine l'étape avec 10 min 31 s de retard.

Photographies des évènements de l'étape
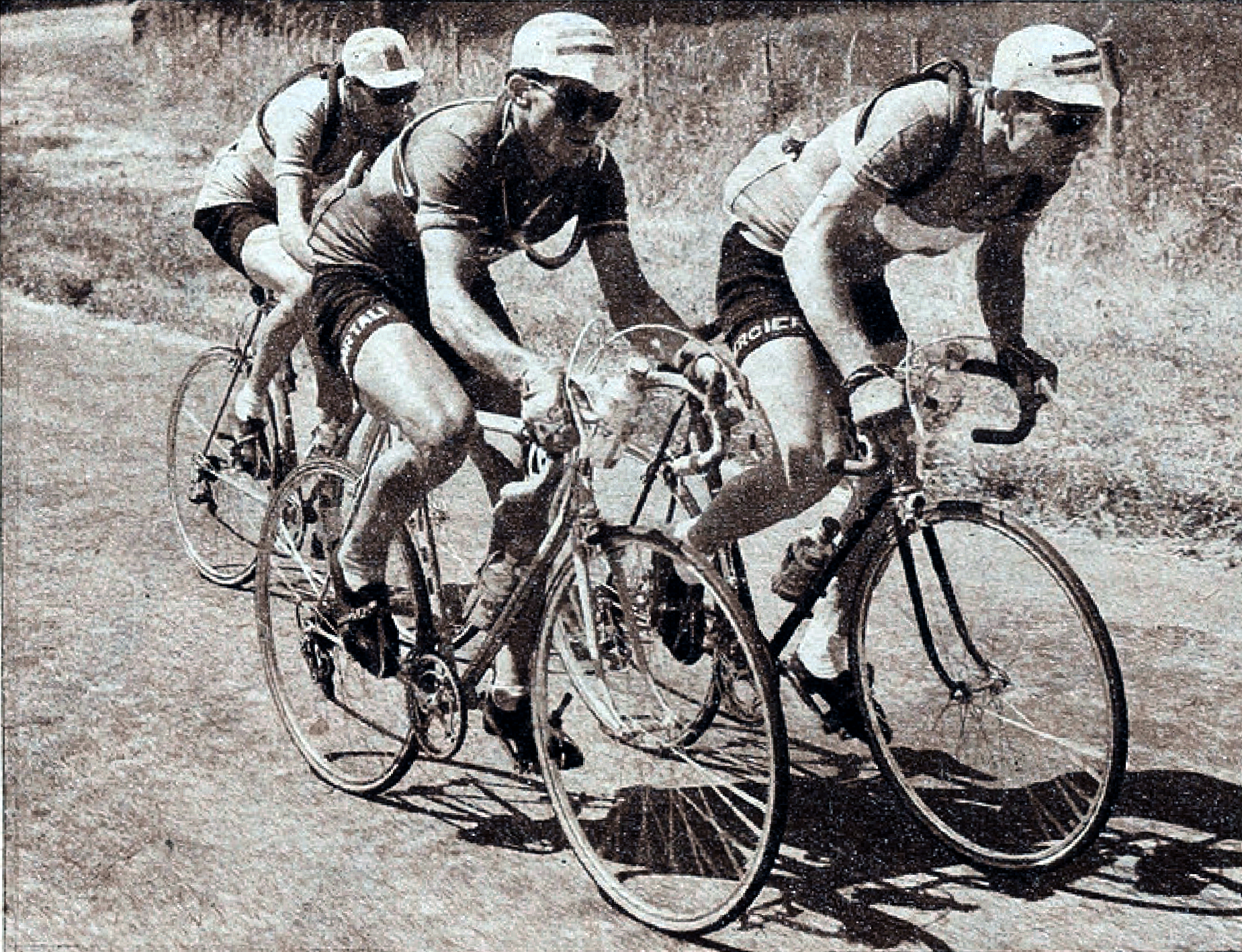
Gauthier (France), Corrieri (Italie) et Buchonnet (Nord-Est / Centre) en échappée à Saint-Jean d'Assé (km 15).
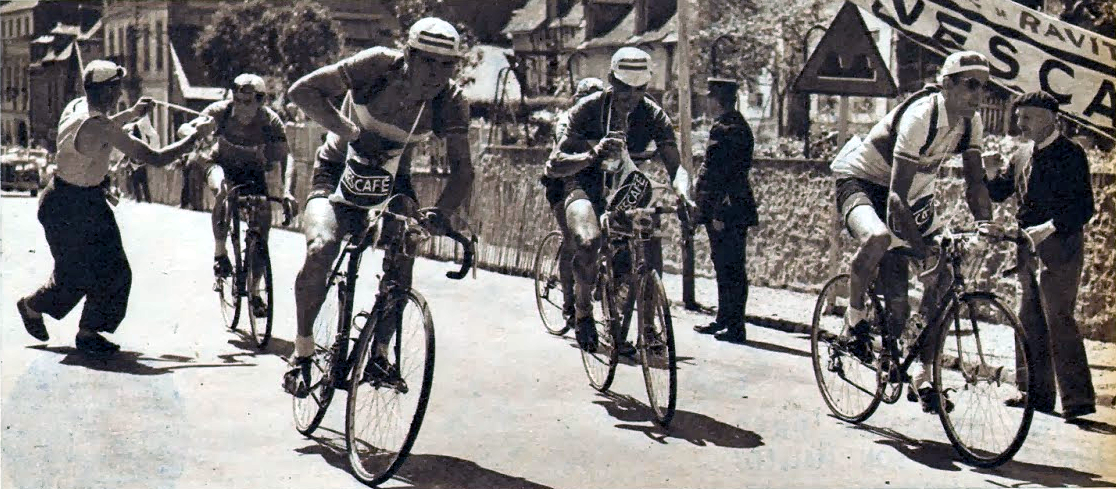
Ravitaillement de l'échappée à Broglie (km 123). Au premier plan Gauthier (France), Corrieri (Italie) et Voorting (Hollande).
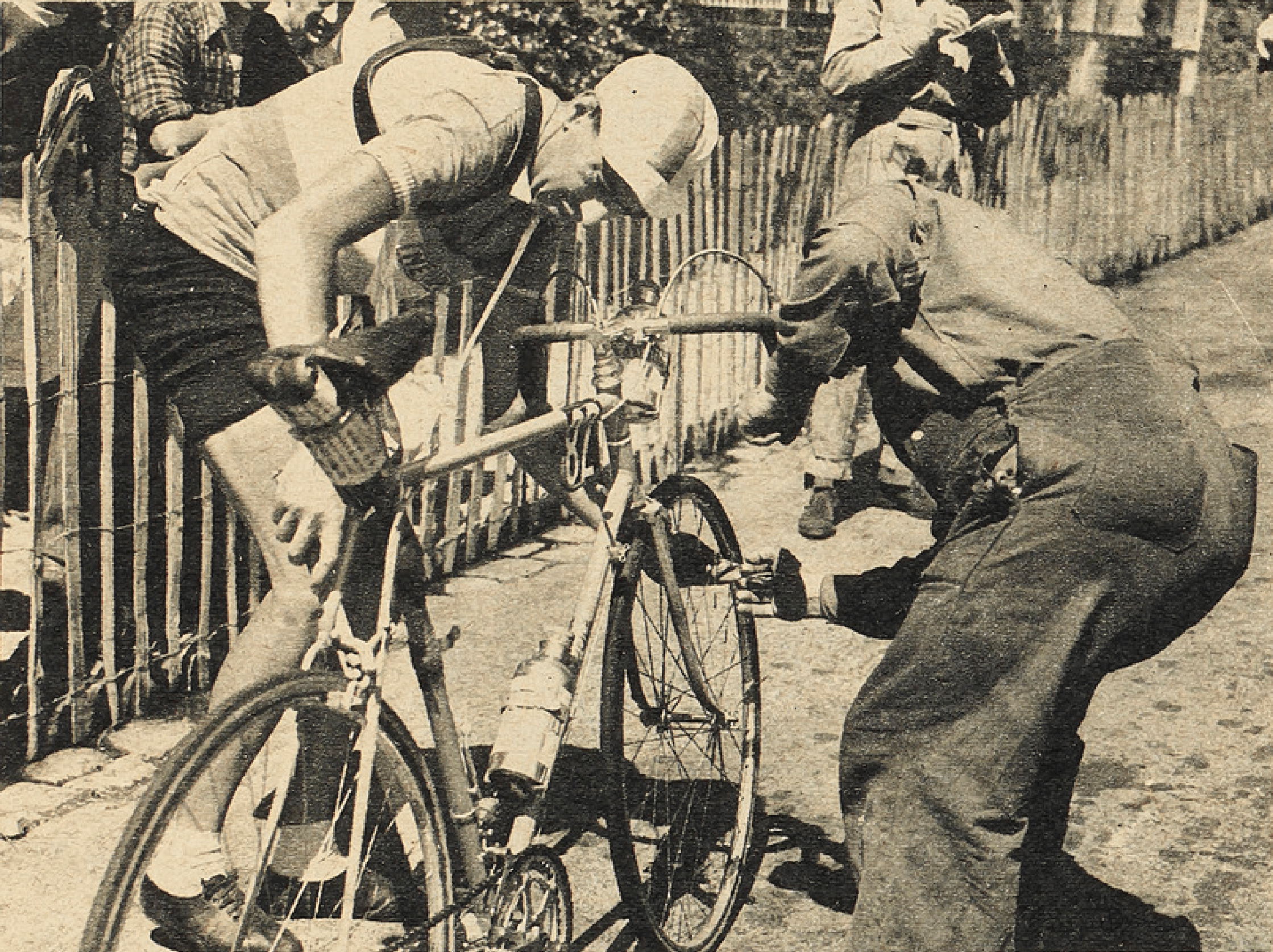
Buchonnet (Nord-Est / Centre) crève dans les environs de Broglie.
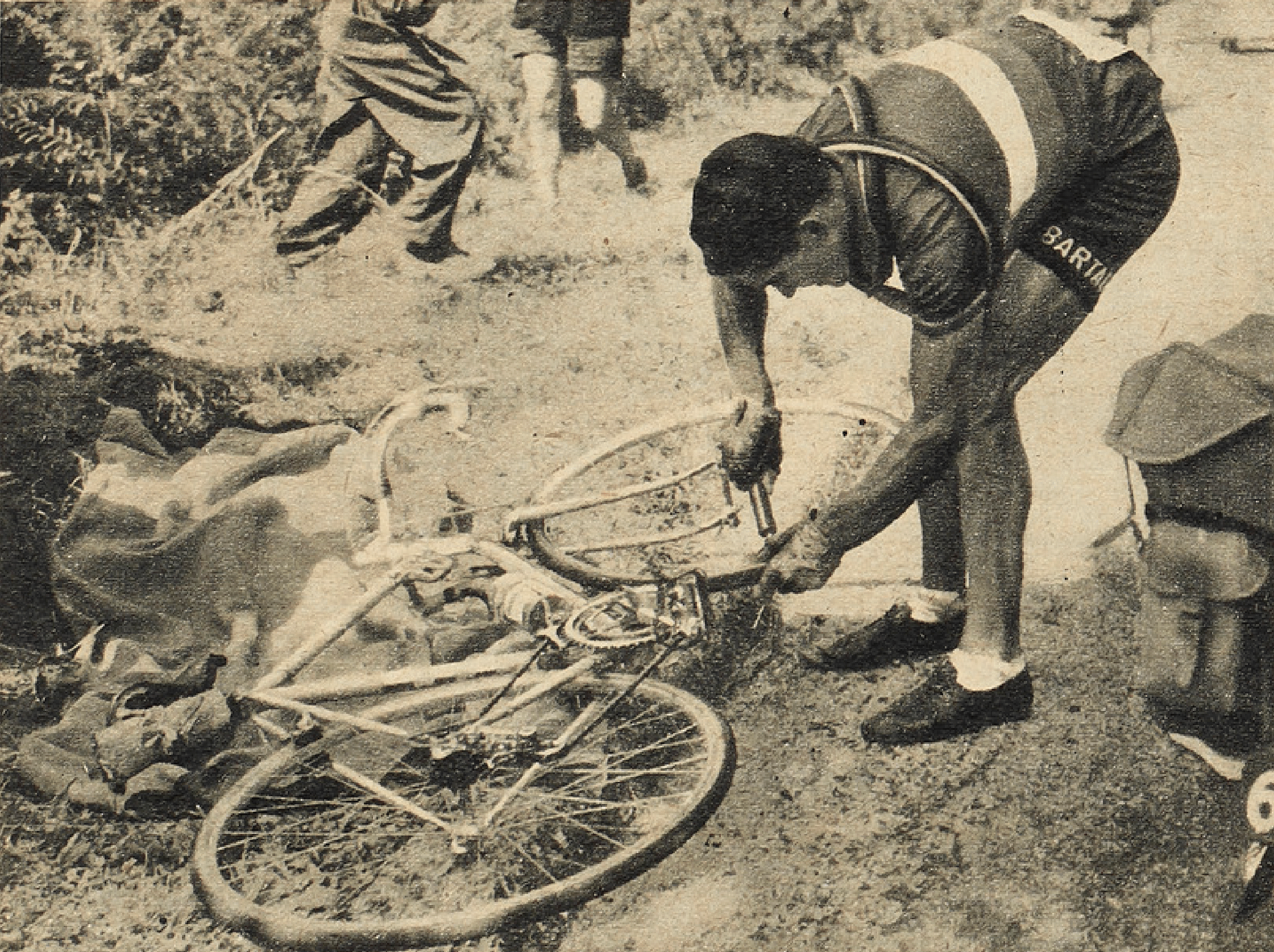
Corrieri (Italie) crève également et voit l'échappée s'éloigner (km 168).
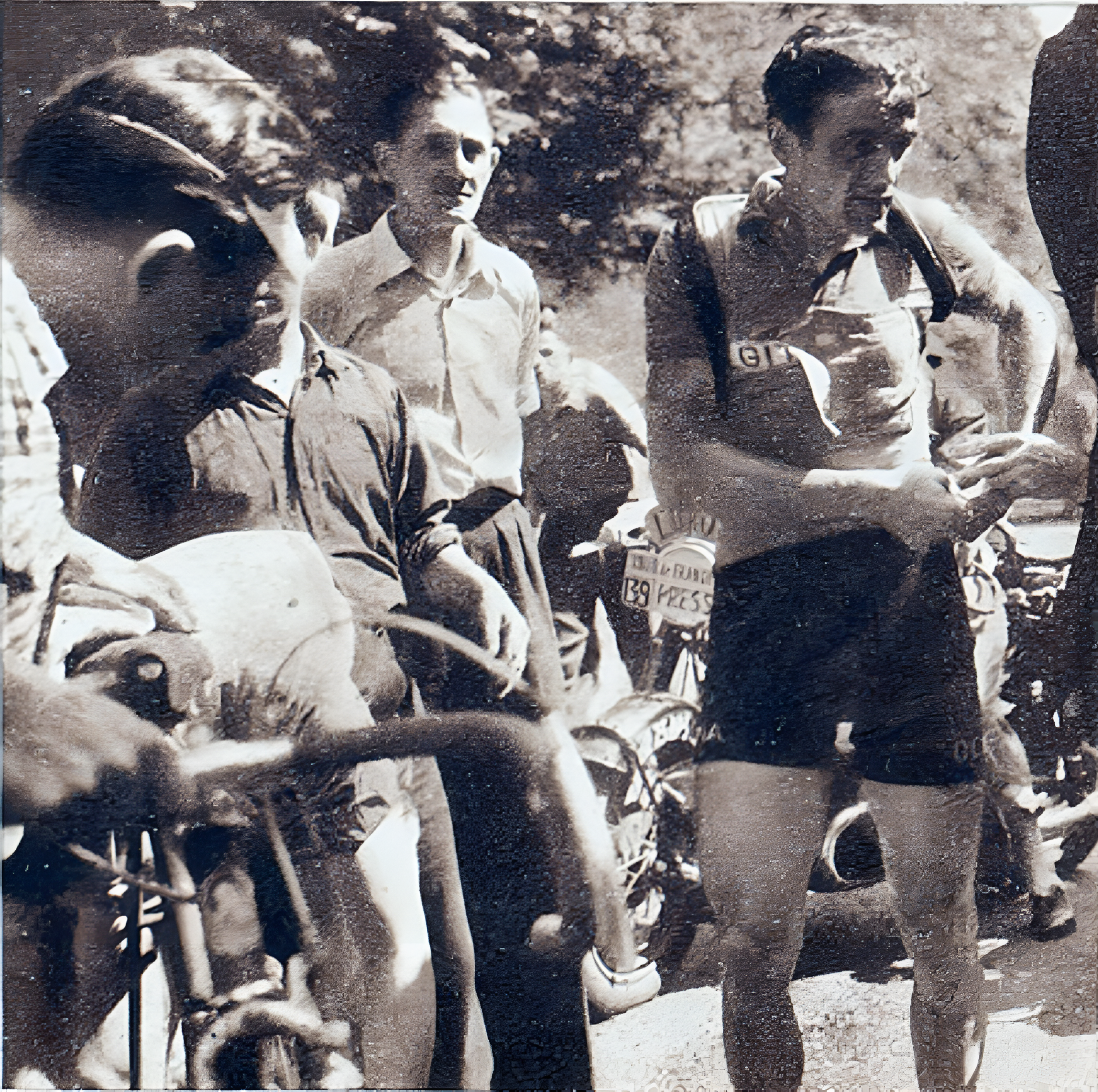
Louis Caput (Paris) après sa chute, entouré de la foule, attend que son vélo soit réparé (km 171).
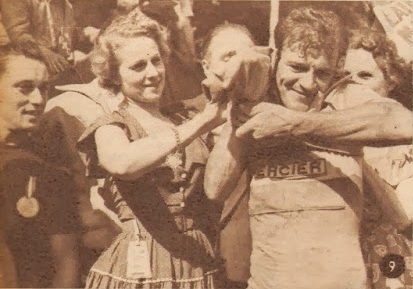
Lauredi (France) enfile le maillot jaune alors que Van Steenbergen n'est toujours pas arrivé.

### Autour de la course

#### Des problèmes d'organisation relatés dans la presse
Dans le journal Libération du 28 juin, Jacques Marchand dénonce les conditions d'hébergement de certains coureurs régionaux (notamment celles proposées au Mans) qui ne sont pas toujours idéales, avec des problèmes liés à la nourriture, au bruit et au manque de tranquillité. Logeant au sein d'hôtels remplis de clients venus spécialement pour le Tour, ou à proximité de la place du Mans où se déroulent des concerts, les conditions ne sont pas, selon lui, dignes d'une épreuve longue et exigeante. Jean Deler de L'Ardennais abonde dans le même sens, en notant que le feu d'artifice tardif n'a pas été au goût de tous les coureurs.
Autre problème d'organisation, le cortège qui suit le Tour est impliqué dans un carambolage lorsque Corrieri subit une crevaison sur une route étroite. Par manque d'anticipation, plusieurs motos tombent au sol et plusieurs voitures s'encastrent les unes dans les autres.
Enfin, à l'arrivée de l'étape, l'avance de Lauredi (France) est tellement importante qu'il reçoit son maillot jaune avant même l'arrivée du peloton. Toutefois, les assistantes de la marque Sofil lui font enfiler la tunique avant les 6 min 27 s réglementaires, correspondant à son retard sur Van Steenbergen. Cet accroc au règlement ne l'empêche pas d'entamer son tour d'honneur, qu'il termine en même temps que le Belge finit son étape et franchit la ligne à Rouen.

#### La chaleur continue d'accompagner le Tour
La météo de l'étape est encore très chaude, et les coureurs cèdent à plusieurs reprises à ce qui est appelé la « chasse à la canette », consistant à entrer rapidement dans un commerce pour récupérer des canettes et des bouteilles afin de les ramener aux membres de leur équipe,. Responsabilité des « domestiques », de nombreux faits de cohue dans les commerces en bord de route sont rapportés dans la presse. Bien que le règlement stipule que les coureurs doivent payer leur consommation, de nombreux incidents impliquant des coureurs n'ayant pas réglé sont signalés dans la presse.

La chaleur de l'étape pousse les cyclistes à trouver tous les moyens de se rafraichir
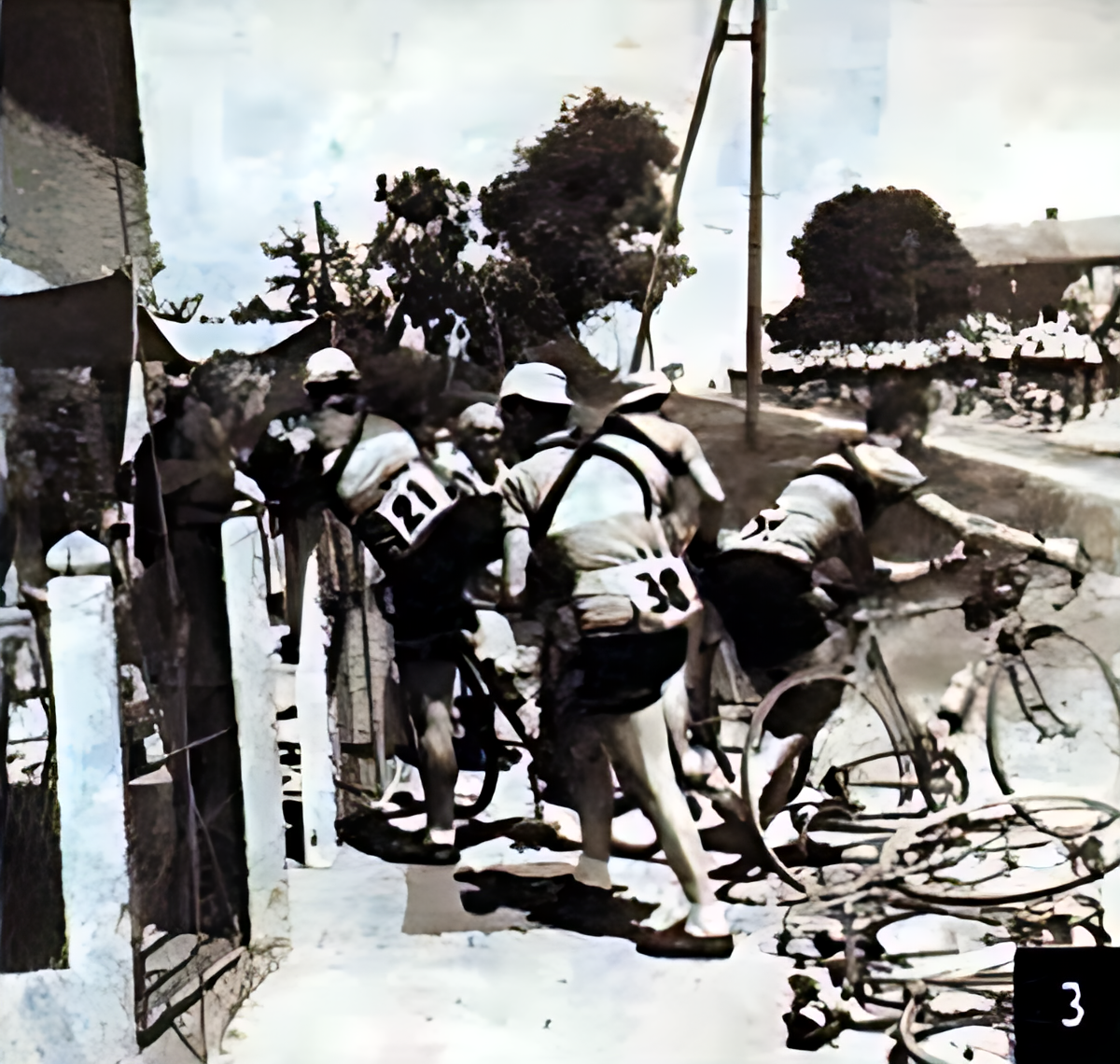
Mario Baroni (Italie), Robert Vanderstockt (Belgique) et Willy Kemp (Luxembourg) vont chercher de l'eau dans un café de bord de route.
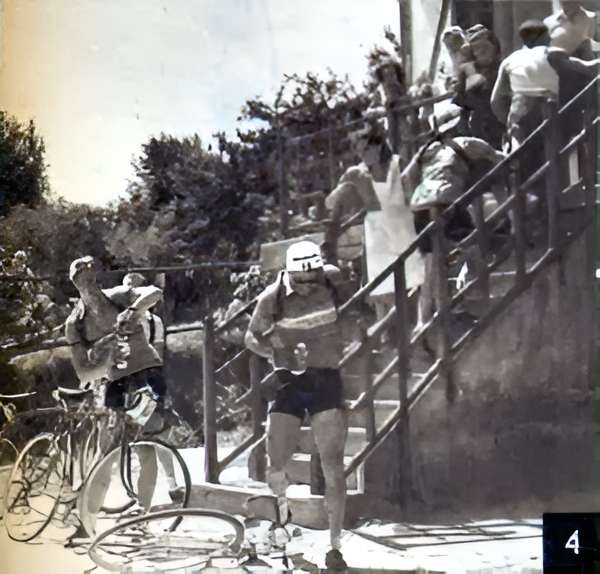
Henri Van Kerckhove (Belgique), Andrés Trobat (Espagne) et Antonin Rolland (France) s'arrêtent également dans un commerce pour récupérer des rafraichissements.
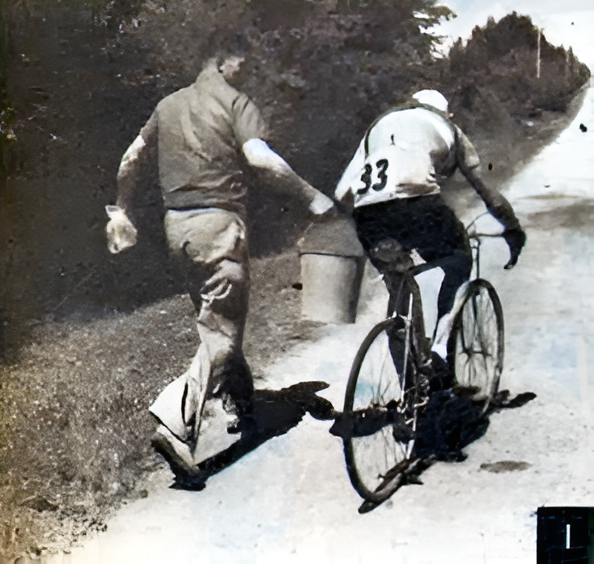
Un spectateur propose un seau d'eau à Robert Bonnaventure (France) pour que ce dernier se rafraichisse.

## Bilan de l'étape

### Faits marquants de l'étape

#### L'exploit des Français Lauredi et Gauthier
La performance des « tricolores », et particulièrement celles des deux Français Nello Lauredi et Bernard Gauthier, est largement reconnue par la presse,,. Grâce à leur échappée et leur victoire, ils ont réussi à ravir le maillot jaune et la tête du classement par équipes à l'équipe de Belgique.

Lauredi a réalisé un bel exploit lors de la première étape en prenant du temps sur Coppi, mais il a déçu lors de la deuxième en perdant son avantage. Brillant sur la troisième, il est jugé par beaucoup de journalistes comme un porteur du maillot jaune sérieux, d'autant qu'il dispose désormais de onze minutes d'avances sur Coppi,,. Ravi de porter le premier maillot jaune de sa carrière (qui est également le premier maillot jaune de l'équipe de France depuis 1948) et de signer sa troisième victoire d'étape sur le Tour de France, le coureur d'origine italienne se projette déjà sur la suite de l'épreuve : « Je sais que Coppi va me rendre la pareille un de ces jours prochains. Mais cette fois je serai sur mes gardes et je ferai les efforts nécessaires. Il n'est plus temps de courir à l'économie maintenant. Le Tour de France est bien entamé. II ne faut jamais remettre au lendemain… ». Il ajoute n'avoir qu'un seul regret sur le déroulement de l'étape : « c'est de n'avoir pas pu laisser gagner l'étape à Bernard. Il la méritait pour le travail qu'il a fourni dans l'échappée ».

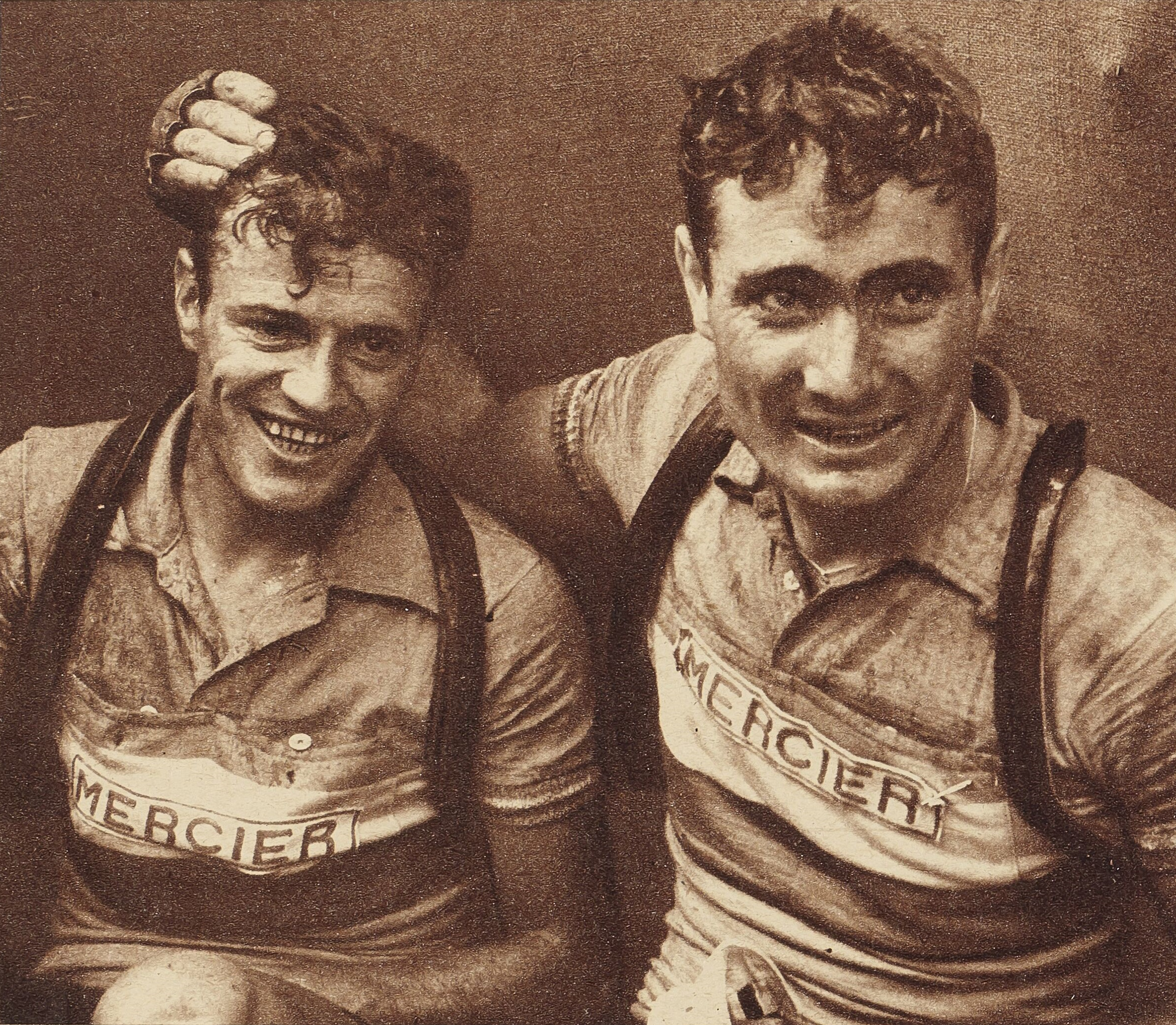
Lauredi (à gauche) et Gauthier (à droite) se félicitant des deux premières places obtenues au terme de la troisième étape.

La performance de Gauthier, son partenaire d'échappée, est d'ailleurs louée dans la presse,. Ce dernier exprime sa volonté de continuer à soutenir « son ami » en déclarant : « Je suis prêt à recommencer, dès demain, s'il le faut pour aider Nello à conserver son paletot. Chacun son tour, moi j'y ai eu droit. Oui mais lui, il ne reste pas en rade dans les cols ». Aux côtés de la performance des deux hommes, la chance qu'ils ont eue en évitant la chute collective de l'échappée est également soulignée,,.
Enfin, l'attitude collective de l'équipe de France est remarquée dans les comptes-rendus d'étape. Dans le peloton, les autres « tricolores » ont travaillé à ralentir le rythme autant que possible pour augmenter l'écart,. Géminiani, qui a passé sa journée dans le peloton, fait le constat d'échec de la stratégie adoptée lors des deux premières étapes : « Dans les deux premières étapes, nous avons attaqué pour nous retrouver chaque fois avec Coppi et sans aucun bénéfice pour un tricolore […]. Nous avons compris ». Devant l'impossibilité de s'échapper, il confirme et assume le changement d'attitude : « Nous avions convenu de rester dans le peloton pour capter l'attention de nos adversaires, permettant ainsi à l'un de nos autres équipiers de se détacher plus facilement. Le coup devait réussir. Il a réussi ».
La stratégie française est en revanche critiquée à Rouen par les coureurs italiens : « Nous comprenons qu'ils ne mènent pas, mais au lieu de se mêler à nous, ils auraient dû nous laisser diriger la chasse ».

#### La malchance de l'équipe de Belgique

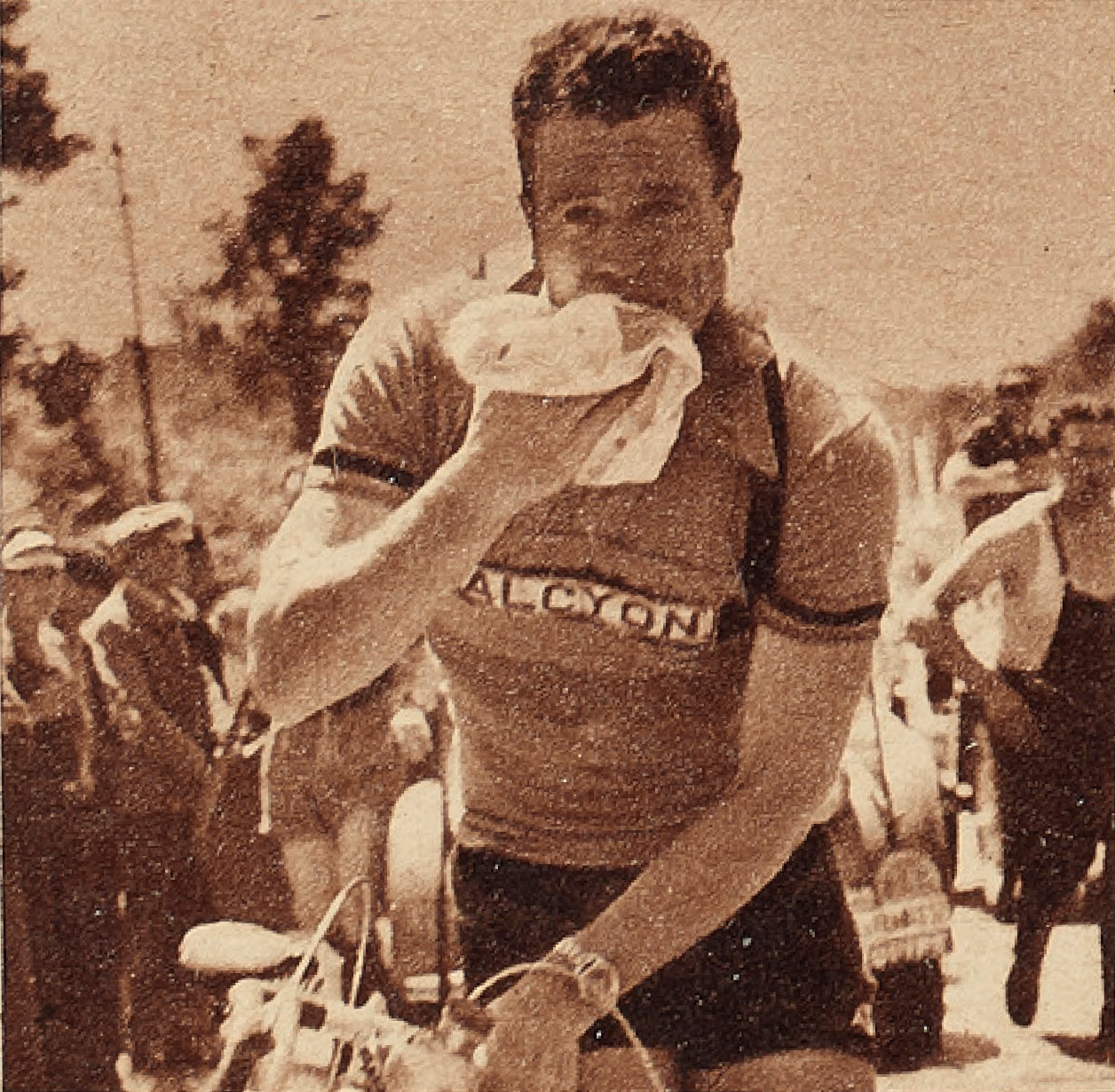
Malade et souffrant de la gorge, lors de l'étape, Derijcke (Belgique) abandonne au cours de l'étape.

L'équipe de Belgique est confrontée à une série de malchances. Après avoir dominé les deux premières étapes, elle rencontre de nombreuses difficultés lors de la troisième, notamment avec des crevaisons, des chutes et un abandon. En général, la fatigue des efforts consentis en début de Tour est supposée être responsable du manque de réaction collective pour défendre le maillot jaune,,. Seuls Van Steenbergen et Ockers participent réellement à la poursuite de l'échappée,.
Van Steenbergen se défend en déclarant : « Je n'avais personne à mes côtés au moment de l'attaque du départ ». Il avoue par ailleurs n'avoir pas cru à la pérennité de l'échappée en raison du vent de face auquel les cyclistes faisaient face. De même, il attendait des Italiens une réaction plus sérieuse face au « danger » Lauredi. Le leader déchu relativise toutefois sa perte du maillot jaune en considérant le manque de chance qui a condamné son équipe aujourd'hui : « Mes coéquipiers étaient fatigués par les deux premières étapes. La malchance s'en est mêlée… et les Français nous ont facilement bridés Ockers et moi ».

#### Fachleitner et Caput, les autres malchanceux du jour

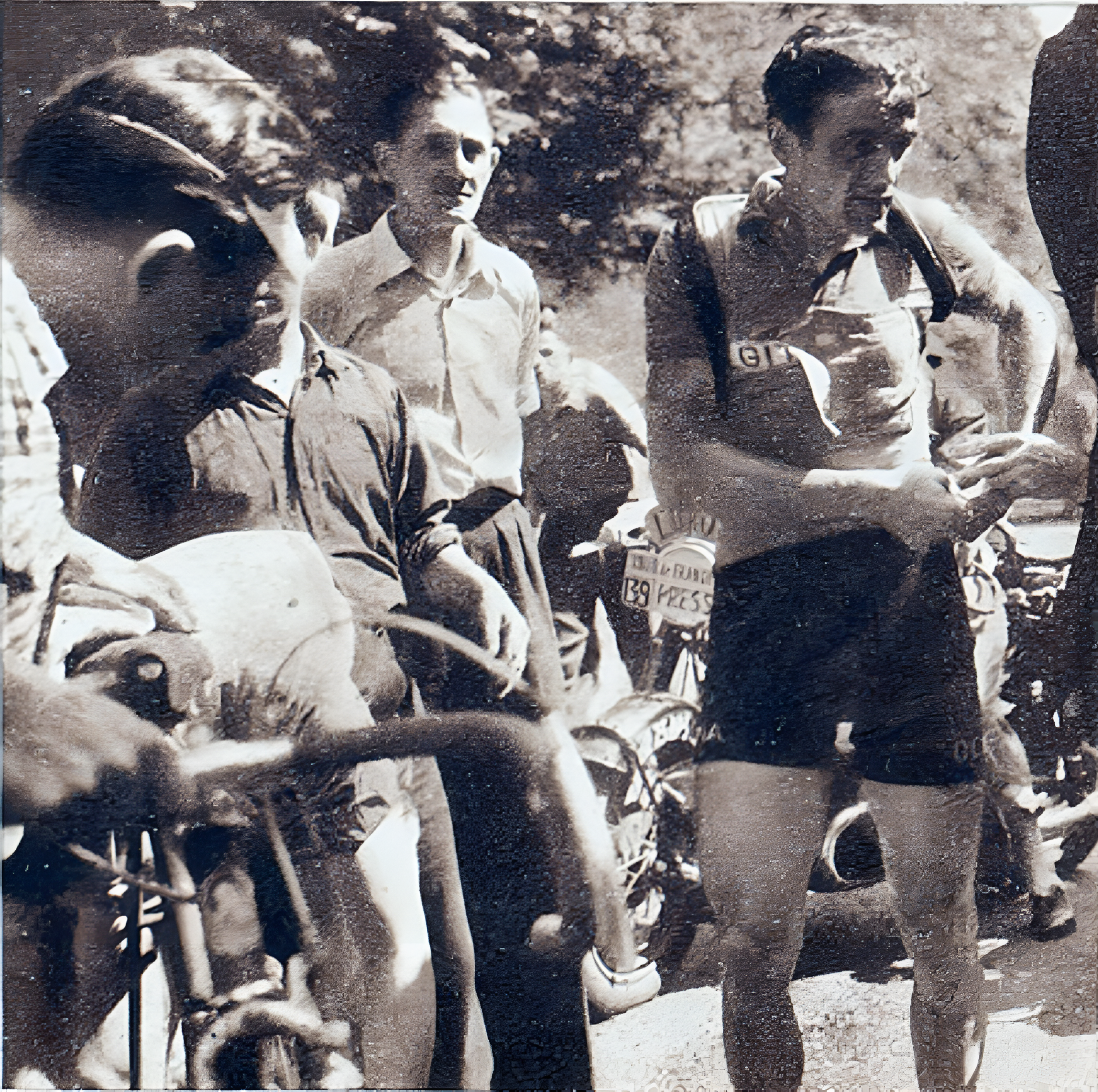
Caput (Paris), un des grands perdants de l'étape du jour après sa chute.

Fachleitner (Sud-Est) et Caput (Paris) avaient tous deux des raisons de se réjouir d'avoir choisi la bonne échappée : Fachleitner était, pendant une partie de l'étape, le coureur le mieux placé dans le groupe pour endosser le maillot jaune, tandis que Caput était le favori pour remporter l'étape au sprint.
Malheureusement pour eux, leur chute anéantit leurs chances. Fachleitner termine 5e de l'étape et 6e au général ; il relativise en disant : « Je n'ai pas le maillot jaune, c'est dommage. Je le regrette surtout pour mes camarades de l'équipe mais me voilà bien placé au général. Rien ne dit que mon jour ne viendra pas enfin ». Fachleitner remporte le prix de la malchance au terme de l'étape.
Caput (Paris), quant à lui, finit loin, rattrapé dans le peloton, et ne peut cacher son amertume à l'arrivée : « Ma blessure au coude, c'est un bobo, rien du tout, mais quelle rage quand j'ai vu s'écrouler mon rêve ! Oui, je rêvais de revenir au premier plan et, en animant cette échappée, je me voyais déjà second ou troisième du classement général ! On a mis dix minutes à me trouver un vélo de rechange, celui de Papazian, et puis je dus baisser la selle, changer un boyau. Quelle poisse ! J'en pleurerais ! ».

#### Des écarts conséquents au terme de la3eétape
Alors que le Tour n'en est qu'au terme de sa troisième journée, les écarts au général sont déjà conséquents entre le maillot jaune et le groupe des favoris (plus de onze minutes). Fausto Coppi, désigné favori par tous les observateurs, réagit le soir de l'étape : « On n'aurait jamais dû laisser partir Lauredi. Ses qualités nous sont connues et l'on sait qu'il est dangereux ». Reconnaissant implicitement les dissensions au sein de l'équipe italienne, il ajoute que s'il avait été le seul leader, il aurait personnellement mené la chasse pour éviter de perdre ce temps précieux, qu'il faudrait tôt ou tard récupérer : « Dans les deux premières étapes, c'est toujours moi qui ai riposté aux offensives des Français et des Belges. Je ne veux pas sans cesse payer de ma personne. A chacun son tour… ».

### Bilan par équipe
Les équipes engagées dans le Tour de France représentent à la fois des nations et des régions depuis 1930. Une nouveauté réglementaire apparaît lors de l'édition 1952 : la création d'un classement par équipes à la fin de chaque étape (basé sur le cumul du temps de course des trois meilleurs coureurs de chaque équipe à l'arrivée), assorti d'une prime versée à la première équipe ainsi qu'à la première équipe régionale (cumulable).
Cette « course dans la course » est une innovation assumée par l'organisateur afin « que chaque concurrent reste en course jusqu'à Paris, pour le développement de tactiques d'équipe aussi subtiles qu'attrayantes ». En effet, la direction du Tour souhaite que la victoire d'équipe tende à l'équivalence de la victoire individuelle afin de mettre en valeur la performance des coéquipiers (parallèlement à celles de leurs leaders), tout autant que les défaillances et les attardés qui peuvent avoir une influence sur le classement de l'équipe à l'arrivée.
| Classement de l'équipe et des meilleurs coureurs, | Analyse dans la presse régionale, nationale et étrangère |
| --- | --- |
| Suisse (dir. technique : A. Burtin) : 8/8 coureurs toujours en course. | |
| Classement de l'équipe sur la 3e étape : 12e | Dans le journal suisse L'Impartial, le journaliste Lelio Rigassi note la malchance des coureurs suisses, touchés par des problèmes mécaniques et des chutes. Trois coureurs suisses ont terminé l'étape attardés, car deux d'entre eux ont attendu Walter Kreiser, qui est tombé et a été obligé de changer de vélo. Selon Rigassi, la Suisse « ne peut plus compter que sur deux hommes, Aeschlimann et Weilenmann ». Ce dernier lui confie que l'équipe suisse ne cherche pas l'exploit personnel et adopte une « stratégie d'attente », se préservant pour les Alpes, où la chaleur sera moindre et devrait leur permettre de pouvoir performer davantage. La Liberté souligne également la course « malchanceuse » des Suisses qui sont toutefois parvenus à minimiser les dégâts, puisque cinq des huit coureurs ont réussi à finir dans le peloton. |
| Trois meilleurs coureurs classés : - Weilenmann, 9e à 10 min 31 s ; - Diggelmann, 11e à 10 min 31 s ; - Huber, 11e à 10 min 31 s.                                                             | Dans le journal suisse L'Impartial, le journaliste Lelio Rigassi note la malchance des coureurs suisses, touchés par des problèmes mécaniques et des chutes. Trois coureurs suisses ont terminé l'étape attardés, car deux d'entre eux ont attendu Walter Kreiser, qui est tombé et a été obligé de changer de vélo. Selon Rigassi, la Suisse « ne peut plus compter que sur deux hommes, Aeschlimann et Weilenmann ». Ce dernier lui confie que l'équipe suisse ne cherche pas l'exploit personnel et adopte une « stratégie d'attente », se préservant pour les Alpes, où la chaleur sera moindre et devrait leur permettre de pouvoir performer davantage. La Liberté souligne également la course « malchanceuse » des Suisses qui sont toutefois parvenus à minimiser les dégâts, puisque cinq des huit coureurs ont réussi à finir dans le peloton. |
| Belgique (dir. technique : S. Maes) : 11/12 coureurs toujours en course • 2 victoires d'étape • 2 maillots jaune • 2 fois meilleure équipe de l'étape • 4 coureurs dans le Top 10 du général. | |
| Classement de l'équipe sur la 3e étape : 5e | Dans le journal belge Le Drapeau rouge, la chronique du jour regrette les « malheurs et la malchance » des Belges, qui ont en partie pu expliquer l'impossibilité pour l'équipe de répondre à l'échappée du jour, entraînant finalement la perte du maillot jaune. Bien que la situation ne soit pas jugée « catastrophique » par le journal, « ce recul ne jouera certainement pas à l'avantage de l'équipe. Cette journée peut aussi avoir des répercussions sur le moral des hommes ». Dans le journal belge Le Soir, le journaliste Antoine Herbauts regrette que le « sauvetage » de quelques coureurs donc celui de Maurice Blomme, victime de plusieurs crevaisons, ait « ruiné tout l'édifice bâti entre Brest et Le Mans » en contraignant les coureurs belges qui auraient pu participer à une contre-attaque à attendre leurs coéquipiers. |
| Trois meilleurs coureurs classés : - Blomme, 11e à 10 min 31 s ; - Close, 11e à 10 min 31 s; - Decock, 11e à 10 min 31 s.                                                                     | Dans le journal belge Le Drapeau rouge, la chronique du jour regrette les « malheurs et la malchance » des Belges, qui ont en partie pu expliquer l'impossibilité pour l'équipe de répondre à l'échappée du jour, entraînant finalement la perte du maillot jaune. Bien que la situation ne soit pas jugée « catastrophique » par le journal, « ce recul ne jouera certainement pas à l'avantage de l'équipe. Cette journée peut aussi avoir des répercussions sur le moral des hommes ». Dans le journal belge Le Soir, le journaliste Antoine Herbauts regrette que le « sauvetage » de quelques coureurs donc celui de Maurice Blomme, victime de plusieurs crevaisons, ait « ruiné tout l'édifice bâti entre Brest et Le Mans » en contraignant les coureurs belges qui auraient pu participer à une contre-attaque à attendre leurs coéquipiers. |
| Italie (dir. technique : A. Binda) : 12/12 coureurs toujours en course. | |
| Classement de l'équipe sur la 3e étape : 3e | Dans le journal italien La Stampa, le journaliste Vittorio Varale constate le succès du « plan d'attaque » des Français, puisque celui-ci leur a permis de conquérir la victoire, de prendre le maillot jaune et de creuser l'écart sur Fausto Coppi et Gino Bartali. Par ailleurs, il remarque qu'aucune contre-offensive coordonnée italo-belge, « qui aurait été nécessaire pour le contrer », n'a été lancée. Il en conclut que Coppi demeure prudent en ce début de Tour, tandis que Magni, souffrant, en est incapable. Dans le journal italien La Gazzetta dello Sport, Guisepe Ambrosini salue également la belle étape de l'équipe de France et l'effort produit, auquel les Italiens n'ont pas apporté de réponse. Pour autant, il regrette que Giovanni Corrieri, membre de l'échappée, n'ait pas pu aller au bout, victime d'une crevaison. Bien qu'il estime que les Italiens « ne prévoient pas » de gagner avant Nancy, la victoire de Corrieri aurait « contribué à rehausser le moral de l'équipe », d'autant que celle-ci n'aurait pas été, selon lui, « imméritée ». |
| Trois meilleurs coureurs classés : - Corrieri, 4e à 6 min 4 s ; - Baroni, 10e à 10 min 31 s; - Bartali, 11e à 10 min 31 s.                                                                    | Dans le journal italien La Stampa, le journaliste Vittorio Varale constate le succès du « plan d'attaque » des Français, puisque celui-ci leur a permis de conquérir la victoire, de prendre le maillot jaune et de creuser l'écart sur Fausto Coppi et Gino Bartali. Par ailleurs, il remarque qu'aucune contre-offensive coordonnée italo-belge, « qui aurait été nécessaire pour le contrer », n'a été lancée. Il en conclut que Coppi demeure prudent en ce début de Tour, tandis que Magni, souffrant, en est incapable. Dans le journal italien La Gazzetta dello Sport, Guisepe Ambrosini salue également la belle étape de l'équipe de France et l'effort produit, auquel les Italiens n'ont pas apporté de réponse. Pour autant, il regrette que Giovanni Corrieri, membre de l'échappée, n'ait pas pu aller au bout, victime d'une crevaison. Bien qu'il estime que les Italiens « ne prévoient pas » de gagner avant Nancy, la victoire de Corrieri aurait « contribué à rehausser le moral de l'équipe », d'autant que celle-ci n'aurait pas été, selon lui, « imméritée ». |
| France (dir. technique : M. Bidot) : 11/12 coureurs toujours en course • 1 victoire d'étape • 1 maillot jaune • 1 fois meilleure équipe de l'étape • 2 coureurs dans le Top 10 du général.    | |
| Classement de l'équipe sur la 3e étape : 1re | Dans L'Équipe, le journaliste Albert de Wetter constate la réussite totale de l'équipe de France, matérialisée par le fait qu'elle a battu la valeur de la cagnotte précédemment gagnée par les Belges sur la deuxième étape. Dans L'Est républicain, le journaliste Jo Sauvage rappelle que cette réussite a également été permise aussi par « la descente aux enfers » des Belges, mais qu'elle vient récompenser un début de Tour au cours duquel « les tricolores » n'ont cessé d'attaquer. |
| Trois meilleurs coureurs classés : - Lauredi, 1er ; - Gauthier, 2e à 0 min 0 s ; - Bonnaventure, 11e à 10 min 31 s.                                                                           | Dans L'Équipe, le journaliste Albert de Wetter constate la réussite totale de l'équipe de France, matérialisée par le fait qu'elle a battu la valeur de la cagnotte précédemment gagnée par les Belges sur la deuxième étape. Dans L'Est républicain, le journaliste Jo Sauvage rappelle que cette réussite a également été permise aussi par « la descente aux enfers » des Belges, mais qu'elle vient récompenser un début de Tour au cours duquel « les tricolores » n'ont cessé d'attaquer. |
| Hollande (dir. technique : K. Pellenaars) : 8/8 coureurs toujours en course • 1 coureur dans le Top 10 du général.                                                                            | |
| Classement de l'équipe sur la 3e étape : 2e | Dans Les Sports de Belgique, le journaliste Robert De Smet rappelle la belle performance de Voorting, « contrariée » par la malchance d'une chute avec Caput et Fachleitner, sans quoi il aurait eu « une belle chance de victoire dans une entreprise où il fut un des plus entreprenants ». Voorting s'inscrit, selon lui dans la lignée de Wim van Est, qui a pris le maillot jaune en 1950 après une échappée similaire. Dans le journal néerlandais de Deventer, les journalistes se réjouissent que les espoirs de l'équipe de Hollande ne reposent pas seulement sur van Est et Wout Wagtmans, comme le prouve la 3e place au classement général par équipes. |
| Trois meilleurs coureurs classés : - Voorting, 3e à 3 min 25 s ; - Faanhof, 7e à 10 min 31 s ; - Dekkers, 11e à 10 min 31 s.                                                                  | Dans Les Sports de Belgique, le journaliste Robert De Smet rappelle la belle performance de Voorting, « contrariée » par la malchance d'une chute avec Caput et Fachleitner, sans quoi il aurait eu « une belle chance de victoire dans une entreprise où il fut un des plus entreprenants ». Voorting s'inscrit, selon lui dans la lignée de Wim van Est, qui a pris le maillot jaune en 1950 après une échappée similaire. Dans le journal néerlandais de Deventer, les journalistes se réjouissent que les espoirs de l'équipe de Hollande ne reposent pas seulement sur van Est et Wout Wagtmans, comme le prouve la 3e place au classement général par équipes. |
| Espagne (dir. technique : M.Canardo) : 7/8 coureurs toujours en course. | |
| Classement de l'équipe sur la 3e étape : 5e | Dans le journal espagnol Libertad, Mariano Canardo se félicite de la bonne tenue de l'équipe d'Espagne qui, contrairement à beaucoup d'équipes, a évité les crevaisons et les pannes lors de l'étape du jour. Il rappelle que l'objectif collectif fixé est de finir à la 1re place des équipes à huit coureurs, mais que pour l'instant, l'attitude adoptée est plutôt axée sur l'attente et la limitation des dégâts causés également par la grande chaleur. Cette stratégie l'oblige notamment à « retenir à quatre ou cinq reprises Gil Solé, qui, fort et impétueux, voulait se lancer, sans tenir compte de mes ordres de se réserver pour la montagne ». |
| Trois meilleurs coureurs classés : - Gelabert, 11e à 10 min 31 s ; - Gil Solé, 11e à 10 min 31 s ; - Masip, 11e à 10 min 31 s.                                                                | Dans le journal espagnol Libertad, Mariano Canardo se félicite de la bonne tenue de l'équipe d'Espagne qui, contrairement à beaucoup d'équipes, a évité les crevaisons et les pannes lors de l'étape du jour. Il rappelle que l'objectif collectif fixé est de finir à la 1re place des équipes à huit coureurs, mais que pour l'instant, l'attitude adoptée est plutôt axée sur l'attente et la limitation des dégâts causés également par la grande chaleur. Cette stratégie l'oblige notamment à « retenir à quatre ou cinq reprises Gil Solé, qui, fort et impétueux, voulait se lancer, sans tenir compte de mes ordres de se réserver pour la montagne ». |
| Luxembourg (dir. technique : N. Frantz) : 5/8 coureurs toujours en course. | |
| Classement de l'équipe sur la 3e étape : 5e | Les coureurs luxembourgeois ne prennent pas part aux échappées du jour et sont globalement épargnés par les problèmes techniques rencontrés par de nombreux autres coureurs. Dans L'Ardennais, Nicolas Frantz, résume simplement l'étape de ses hommes : « Ils se portent très bien, surtout à table pour le moment ». |
| Trois meilleurs coureurs classés : - Bintz, 11e à 10 min 31 s ; - Diederich, 11e à 10 min 31 s ; - Goedert, 11e à 10 min 31 s.                                                                | Les coureurs luxembourgeois ne prennent pas part aux échappées du jour et sont globalement épargnés par les problèmes techniques rencontrés par de nombreux autres coureurs. Dans L'Ardennais, Nicolas Frantz, résume simplement l'étape de ses hommes : « Ils se portent très bien, surtout à table pour le moment ». |
| Paris (dir. technique : F. Mithouard) : 10/12 coureurs toujours en course. | |
| Classement de l'équipe sur la 3e étape : 5e | Dans L’Équipe, le journaliste Roger Bastide note que le collectif parisien est passé tout près d'une victoire, mais que la chute de Caput l'en a privé. Ce dernier, qui parvient à terminer dans le peloton, perd ainsi le gain de temps qui aurait favorisé une avancée au classement par équipes. Bastide souligne en revanche la sixième place de Dupont, qui remporte le sprint du peloton. De plus, d'autres coureurs tels que Charles Coste et Armand Papazian déclarent ressentir une amélioration de leurs sensations. En revanche, l'équipe perd Robert Chapatte qui abandonne en cours d'étape. |
| Trois meilleurs coureurs classés : - Dupont, 6e à 10 min 31 s ; - Caput, 11e à 10 min 31 s ; - Coste, 11e à 10 min 31 s.                                                                      | Dans L’Équipe, le journaliste Roger Bastide note que le collectif parisien est passé tout près d'une victoire, mais que la chute de Caput l'en a privé. Ce dernier, qui parvient à terminer dans le peloton, perd ainsi le gain de temps qui aurait favorisé une avancée au classement par équipes. Bastide souligne en revanche la sixième place de Dupont, qui remporte le sprint du peloton. De plus, d'autres coureurs tels que Charles Coste et Armand Papazian déclarent ressentir une amélioration de leurs sensations. En revanche, l'équipe perd Robert Chapatte qui abandonne en cours d'étape. |
| Nord-Est / Centre (dir. technique : S. Ducazeaux) : 11/12 coureurs toujours en course • 2 fois meilleure équipe régionale de l'étape • 2 coureurs dans le Top 10 du général.                  | |
| Classement de l'équipe sur la 3e étape : 5e | Dans L'Équipe, le journaliste Roger Bastide résume ainsi l'étape des régionaux : « L'équipe avait lancé la bataille par Buchonnet suivi plus tard par la tentative de Bauvin. Cieliszka fut sur le point de réussir à le rejoindre, mais la réaction belge et italienne, immédiate, fit tout rentrer dans l'ordre. ». Le reste de l'équipe, dont Pierre Pardoën, animateur des deux premières étapes, reste dans le peloton, à l'exception de Robert Ducard qui abandonne et de Roger Rossinelli qui se laisse distancer. Dans L'Est Républicain, le journaliste Jo Sauvage remarque et regrette que Gilbert Bauvin ait eu trop tard l'intuition de la bonne échappée, puisqu'il s'est retrouvé pendant une partie de l'étape entre le peloton et les hommes de tête : « Ce fut sa première étincelle du Tour! ». S'il n'était pas favori pour la victoire d'étape, l'échappée aurait pu lui permettre de faire un « sérieux bond au classement général ». |
| Trois meilleurs coureurs classés : - Bauvin, 11e à 10 min 31 s ; - Buchonnet, 11e à 10 min 31 s ; - Cieleska, 11e à 10 min 31 s.                                                              | Dans L'Équipe, le journaliste Roger Bastide résume ainsi l'étape des régionaux : « L'équipe avait lancé la bataille par Buchonnet suivi plus tard par la tentative de Bauvin. Cieliszka fut sur le point de réussir à le rejoindre, mais la réaction belge et italienne, immédiate, fit tout rentrer dans l'ordre. ». Le reste de l'équipe, dont Pierre Pardoën, animateur des deux premières étapes, reste dans le peloton, à l'exception de Robert Ducard qui abandonne et de Roger Rossinelli qui se laisse distancer. Dans L'Est Républicain, le journaliste Jo Sauvage remarque et regrette que Gilbert Bauvin ait eu trop tard l'intuition de la bonne échappée, puisqu'il s'est retrouvé pendant une partie de l'étape entre le peloton et les hommes de tête : « Ce fut sa première étincelle du Tour! ». S'il n'était pas favori pour la victoire d'étape, l'échappée aurait pu lui permettre de faire un « sérieux bond au classement général ». |
| Sud-Est (dir. technique : M. Guiramand) : 12/12 coureurs toujours en course • 1 fois meilleure équipe régionale de l'étape • 1 coureur dans le Top 10 du général.                             | |
| Classement de l'équipe sur la 3e étape : 4e | Dans L'Humanité, Lucien Grimault déplore que l'étape des Sud-Est soit marquée par la « malchance » de Fachleitner, qui passe tout près d'obtenir le maillot jaune. Grimault remarque à ce titre que sa malchance rappelle les problèmes de santé qu'il a rencontrés lors des éditions 1948, 1949 et 1950 du Tour, ce qui l'a incité à faire une pause dans sa carrière en 1951. Il considère toutefois qu'il est l'homme de l'étape. Dans L'Équipe, le journaliste Roger Bastide constate également que les coureurs de la formation ont été malchanceux à l'arrière, car la crevaison d'Albert Chaumarat a entrainé son arrivée tardive, à huit minutes après le peloton, accompagné de trois de ses coéquipiers qui l'ont attendu. |
| Trois meilleurs coureurs classés : - Fachleitner, 5e à 6 min 10 s ; - Bianchi, 11e à 10 min 31 s ; - Canavèse, 11e à 10 min 31 s.                                                             | Dans L'Humanité, Lucien Grimault déplore que l'étape des Sud-Est soit marquée par la « malchance » de Fachleitner, qui passe tout près d'obtenir le maillot jaune. Grimault remarque à ce titre que sa malchance rappelle les problèmes de santé qu'il a rencontrés lors des éditions 1948, 1949 et 1950 du Tour, ce qui l'a incité à faire une pause dans sa carrière en 1951. Il considère toutefois qu'il est l'homme de l'étape. Dans L'Équipe, le journaliste Roger Bastide constate également que les coureurs de la formation ont été malchanceux à l'arrière, car la crevaison d'Albert Chaumarat a entrainé son arrivée tardive, à huit minutes après le peloton, accompagné de trois de ses coéquipiers qui l'ont attendu. |
| Ouest / Sud-Ouest (dir.technique : L. Le Calvez) : 11/12 coureurs toujours en course. | |
| Classement de l'équipe sur la 3e étape : 5e | L'équipe Ouest / Sud-Ouest est elle aussi cernée par la malchance, selon Roger Bastide dans L'Équipe. La journée a pourtant bien commencé pour l’effectif, puisque ce sont deux coureurs de l'équipe, Sabbadini et Vivier, qui lancent « la première tentative d'échappée ». Cependant, plus tard dans la journée, plusieurs problèmes surviennent, tout d'abord l'abandon de Dufraisse, suivi des crevaisons de Sabbadini, Raymond Scardin et Albert Dolhats. En manque de réussite, René Berton tente de sortir du peloton vers la fin de l'étape pour prendre la 6e place, mais il est rattrapé. Enfin, le directeur technique de l'équipe est inquiet au sujet de « l'esprit d'indépendance affiché par deux de ses coureurs, Moineau et Berton ». |
| Trois meilleurs coureurs classés : - Bernard, 11e à 10 min 31 s ; - Berton, 11e à 10 min 31 s ; - Delahaye, 11e à 10 min 31 s.                                                                | L'équipe Ouest / Sud-Ouest est elle aussi cernée par la malchance, selon Roger Bastide dans L'Équipe. La journée a pourtant bien commencé pour l’effectif, puisque ce sont deux coureurs de l'équipe, Sabbadini et Vivier, qui lancent « la première tentative d'échappée ». Cependant, plus tard dans la journée, plusieurs problèmes surviennent, tout d'abord l'abandon de Dufraisse, suivi des crevaisons de Sabbadini, Raymond Scardin et Albert Dolhats. En manque de réussite, René Berton tente de sortir du peloton vers la fin de l'étape pour prendre la 6e place, mais il est rattrapé. Enfin, le directeur technique de l'équipe est inquiet au sujet de « l'esprit d'indépendance affiché par deux de ses coureurs, Moineau et Berton ». |
| Afrique du Nord (dir. technique : R. Bernard) : 7/8 coureurs toujours en course. | |
| Classement de l'équipe sur la 3e étape : 5e | Dans La Dépêche de Constantine, le journaliste Fernand Carreras se félicite que l'équipe des Nord-Africains ait terminé cette journée sans aucun abandon, contrairement à d'autres effectifs : « Félicitons-nous donc que nos sept gaillards soient arrivés dans les délais à Rouen. ». Il rappelle toutefois que les ambitions de l'équipe demeurent « fortement réduites ». Par ailleurs, il exprime son inquiétude au sujet de Vincent Soler, qui souffre d'une inflammation à la jambe. Il estime que ses chances de ne pas abandonner le lendemain sont assez faibles. |
| Trois meilleurs coureurs classés : - Fernandez, 11e à 10 min 31 s ; - Kebaïli, 11e à 10 min 31 s ; - Paret, 11e à 10 min 31 s.                                                                | Dans La Dépêche de Constantine, le journaliste Fernand Carreras se félicite que l'équipe des Nord-Africains ait terminé cette journée sans aucun abandon, contrairement à d'autres effectifs : « Félicitons-nous donc que nos sept gaillards soient arrivés dans les délais à Rouen. ». Il rappelle toutefois que les ambitions de l'équipe demeurent « fortement réduites ». Par ailleurs, il exprime son inquiétude au sujet de Vincent Soler, qui souffre d'une inflammation à la jambe. Il estime que ses chances de ne pas abandonner le lendemain sont assez faibles. |

## Résultats

### Classements de l'étape

#### Classement individuel de l'étape
Nello Lauredi remporte l'étape devant son coéquipier Bernard Gauthier (France), qui lui laisse le bénéfice de la victoire pour récupérer la minute de bonification et s'assurer de la prise du maillot jaune. Après la chute qui fait éclater l'échappée, Gerrit Voorting (Hollande) est le premier à pouvoir reprendre la route. Il franchit la ligne à la troisième place avec plus de trois minutes de retard. Arrivent ensuite, avec plus de six minutes de retard, deux autres membres de l'échappée attardés, Giovanni Corrieri (Italie), qui n'est pas tombé mais qui a été retardé par une crevaison, et Édouard Fachleitner (Sud-Est). Le peloton arrive avec un retard de plus de dix minutes avec un sprint remporté par Jacques Dupont (Paris). Quinze coureurs sont attardés, Roger Rossinelli est le dernier coureur classé dans les temps avec un retard de presque vingt-deux minutes sur le vainqueur. 
| Classement individuel de la 3e étape | Classement individuel de la 3e étape | Classement individuel de la 3e étape | Classement individuel de la 3e étape | Classement individuel de la 3e étape |
|                                      | Coureur                              | Pays                                 | Équipe                               | Temps                                |
| ------------------------------------ | ------------------------------------ | ------------------------------------ | ------------------------------------ | ------------------------------------ |
| 1er                                  | Nello Lauredi                        | France                               | France                               | en 5 h 12 min 31 s                   |
| 2e                                   | Bernard Gauthier                     | France                               | France                               | + 0 s                                |
| 3e                                   | Gerrit Voorting                      | Pays-Bas                             | Hollande                             | + 3 min 25 s                         |
| 4e                                   | Giovanni Corrieri                    | Italie                               | Italie                               | + 6 min 4 s                          |
| 5e                                   | Edouard Fachleitner                  | France                               | Sud-Est                              | + 6 min 10 s                         |
| 6e                                   | Jacques Dupont                       | France                               | Paris                                | + 10 min 31 s                        |
| 7e                                   | Henk Faanhof                         | Pays-Bas                             | Hollande                             | + 10 min 31 s                        |
| 8e                                   | Jean Robic                           | France                               | France                               | + 10 min 31 s                        |
| 9e                                   | Gottfried Weilenmann                 | Suisse                               | Suisse                               | + 10 min 31 s                        |
| 10e                                  | Mario Baroni                         | Italie                               | Italie                               | + 10 min 31 s                        |
| modifier                             |                                      |                                      |                                      |                                      |

Podium de l'étape
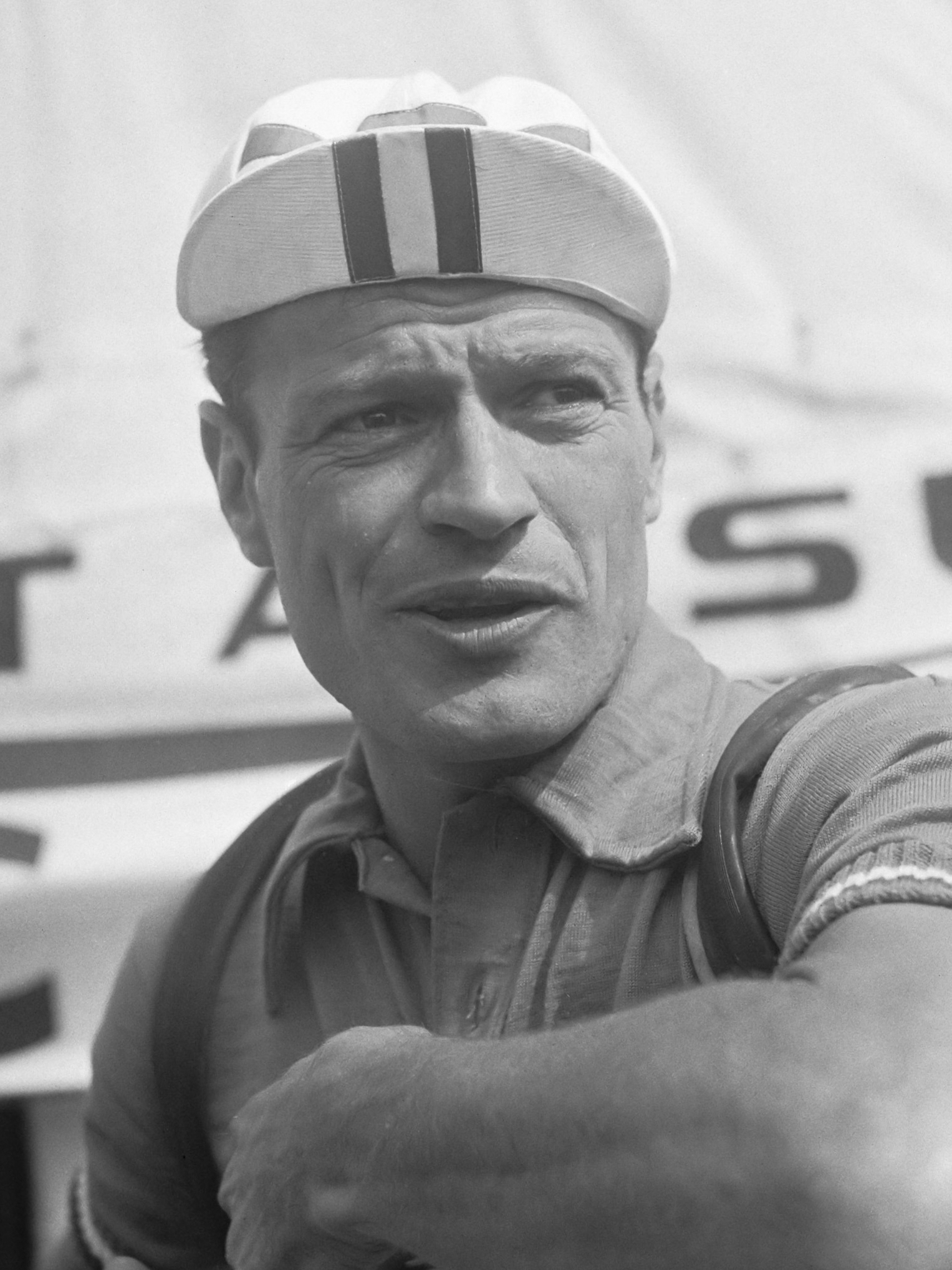
Nello Lauredi (Équipe de France) Vainqueur de l'étape du jour
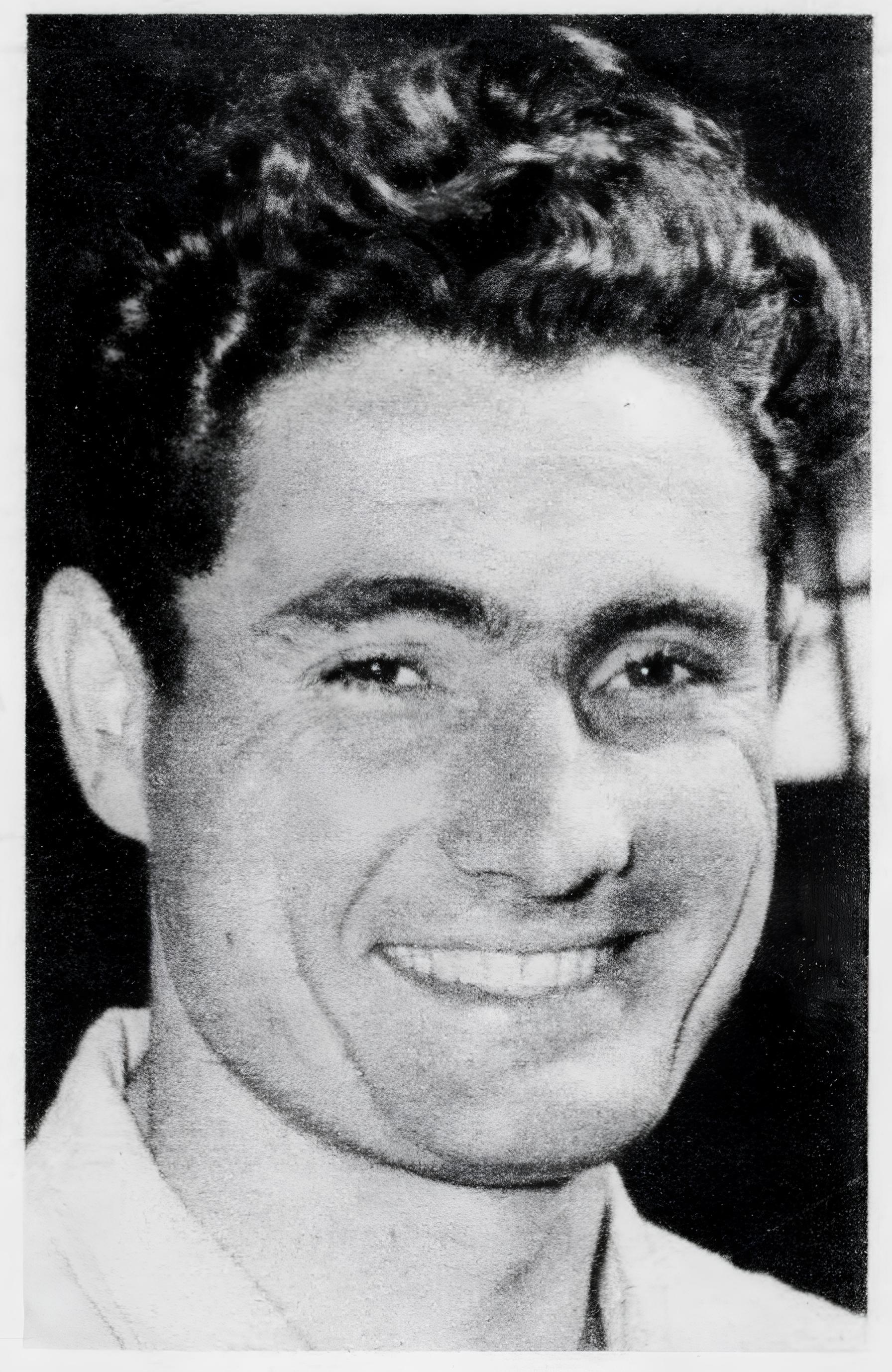
Bernard Gauthier (Équipe de France) Second de l'étape du jour
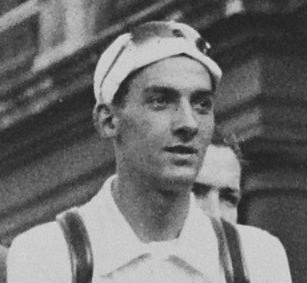
Gerrit Voorting (Équipe de Hollande) Troisième de l'étape du jour

#### Classement par équipe de l'étape
Grâce à la réussite des deux Français, l'équipe de France remporte largement le classement par équipe de l'étape avec plus de quinze minutes d'avance sur l'équipe de Hollande. Sud-Est est la 1re équipe régionale.
| Classement par équipes de la 3e étape | Classement par équipes de la 3e étape | Classement par équipes de la 3e étape | Classement par équipes de la 3e étape | Classement par équipes de la 3e étape |
|                                       | Équipe                                | Pays                                  | Temps                                 |                                       |
| ------------------------------------- | ------------------------------------- | ------------------------------------- | ------------------------------------- | ------------------------------------- |
| 1re                                   | France                                | France                                | en 15 h 46 min 34 s                   |                                       |
| 2e                                    | Hollande                              | Pays-Bas                              | + 15 min 26 s                         |                                       |
| 3e                                    | Italie                                | Italie                                | + 18 min 5 s                          |                                       |
| 4e                                    | Sud-Est                               | France                                | + 18 min 11 s                         |                                       |
| 5e                                    | Belgique                              | Belgique                              | + 22 min 32 s                         |                                       |
| 5e                                    | Espagne                               | Espagne                               | + 22 min 32 s                         |                                       |
| 5e                                    | Nord-Est / Centre                     | France                                | + 22 min 32 s                         |                                       |
| 5e                                    | Ouest / Sud-Ouest                     | France                                | + 22 min 32 s                         |                                       |
| 5e                                    | Afrique du Nord                       | France                                | + 22 min 32 s                         |                                       |
| 5e                                    | Paris                                 | France                                | + 22 min 32 s                         |                                       |
| modifier                              |                                       |                                       |                                       |                                       |

### Bonifications en temps
Le règlement du Tour de France offre des bonifications en temps aux premiers coureurs qui franchissent les cols répertoriés et à ceux qui arrivent premier et deuxième à l'arrivée de l'étape. Ces secondes gagnées permettent de prendre du temps sur les adversaires, au classement général de l’épreuve.
|   | Coureur          | Pays   | Équipe | Secondes |
| - | ---------------- | ------ | ------ | -------- |
| 1 | Nello Lauredi    | France | France | 1 min    |
| 2 | Bernard Gauthier | France | France | 30 s     |

### Prix de la combativité
- Nello Lauredi (France) obtient cinq voix sur quatorze de la part du comité chargé d'élire le coureur le plus combatif de l'étape[76].

### Primes attribuées
Un ensemble de prix et de primes sont attribuées à la fin de chaque étape venant alimenter les cagnottes de chaque équipe du Tour. Elles sont versées par l'organisateur ou des sponsors. L'organisateur fait délibérément le choix de créer plusieurs catégories de primes afin qu'elles puissent récompenser tous les types de coureurs ainsi que les équipes et non plus seulement les vainqueurs.
| | Pos.                                  | Bénéficiaire                      | Montant     | Sponsor         |
| --- | ------------------------------------- | --------------------------------- | ----------- | --------------- |
| Classement de l'étape | 1er                                   | Nello Lauredi                     | 100 000 fr. | Kleber-Colombes |
| Classement de l'étape | 2e                                    | Bernard Gauthier                  | 50 000 fr.  | Kleber-Colombes |
| Classement de l'étape | 3e                                    | Gerrit Voorting                   | 25 000 fr.  | Kleber-Colombes |
| Classement de l'étape | 4e                                    | Giovanni Corrieri                 | 16 000 fr.  | Kleber-Colombes |
| Classement de l'étape | 5e                                    | Édouard Fachleitner               | 12 000 fr.  | Kleber-Colombes |
| Première équipe au classement du jour | Première équipe au classement du jour | France                            | 100 000 fr. | Martini         |
| Première équipe régionale du jour | Première équipe régionale du jour     | Nord-Est / Centre                 | 50 000 fr.  | Martini         |
| Porteur du maillot jaune | Porteur du maillot jaune              | Nello Lauredi                     | 100 000 fr. | La Suze         |
| Coureur le plus combatif | Coureur le plus combatif              | Nello Lauredi                     | 100 000 fr. | Le Sucre        |
| Coureur le plus malchanceux | Coureur le plus malchanceux           | Édouard Fachleitner               | 20 000 fr.  | Les Assurances  |
| Prime du sang froid | Prime du sang froid                   | Nello Lauredi et Bernard Gauthier | 20 000 fr.  | Cynar           |
| Compte tenu de l'érosion monétaire due à l'inflation, le pouvoir d'achat de 100 000,00 anciens francs en 1952 est donc le même que celui de 2 401,66 euros en 2022. |                                       |                                   |             |                 |

## Classements à l'issue de l'étape

### Classement général individuel
Lauredi et Gauthier (France) font tous deux un bond au classement général, passant respectivement de la 40e à la 1re place et de la 52e à la 2e place. Van Steenbergen perd le maillot jaune mais se maintient 3e. Voorting (Hollande), arrivé 3e de l'étape, fait également une remontée au classement même s'il arrive trois minutes derrière les deux Français : il passe de la 52e à la 7e place. Fachleitner (Sud-Est) fait également son entrée dans le Top 10. Pardoën occupe la 4e place et demeure le premier coureur régional au classement.
| Classement général | Classement général  | Classement général | Classement général | Classement général  |
|                    | Coureur             | Pays               | Équipe             | Temps               |
| ------------------ | ------------------- | ------------------ | ------------------ | ------------------- |
| 1er                | Nello Lauredi       | France             | France             | en 16 h 38 min 41 s |
| 2e                 | Bernard Gauthier    | France             | France             | + 3 min 43 s        |
| 3e                 | Rik Van Steenbergen | Belgique           | Belgique           | + 4 min 4 s         |
| 4e                 | Pierre Pardoën      | France             | Nord-Est / Centre  | + 5 min 4 s         |
| 5e                 | Alex Close          | Belgique           | Belgique           | + 7 min 2 s         |
| 6e                 | Édouard Fachleitner | France             | Sud-Est            | + 7 min 4 s         |
| 7e                 | Gerrit Voorting     | Pays-Bas           | Hollande           | + 7 min 38 s        |
| 8e                 | Maurice Blomme      | Belgique           | Belgique           | + 7 min 53 s        |
| 9e                 | Robert Vanderstockt | Belgique           | Belgique           | + 7 min 58 s        |
| 10e                | Jean-Marie Cieleska | France             | Nord-Est / Centre  | + 8 min 12 s        |
| 11e                | Andrea Carrea       | Italie             | Italie             | + 8 min 12 s        |
| 12e                | André Rosseel       | Belgique           | Belgique           | + 9 min 15 s        |
| 13e                | Bernardo Ruiz       | Espagne            | Espagne            | + 9 min 45 s        |
| 14e                | Pierre Molinéris    | France             | Sud-Est            | + 10 min 15 s       |
| 15e                | Giovanni Corrieri   | Italie             | Italie             | + 10 min 17 s       |
| modifier           |                     |                    |                    |                     |

### Classement de la montagne
Aucune ascension répertoriée n'a encore été franchie. Aucun coureur n'est donc classé au classement de la montagne.

### Classement par équipes
L'équipe de Belgique perd la 1re place au profit de la France, tandis que la Hollande reste à la 3e place, devant l'équipe Nord-Est / Centre qui reste la première équipe régionale mais qui passe de la 2e à la 5e place.
| Classement par équipes | Classement par équipes | Classement par équipes | Classement par équipes |
|                        | Équipe                 | Pays                   | Temps                  |
| ---------------------- | ---------------------- | ---------------------- | ---------------------- |
| 1re                    | France                 | France                 | en 50 h 4 min 33 s     |
| 2e                     | Belgique               | Belgique               | + 4 min 46 s           |
| 3e                     | Hollande               | Pays-Bas               | + 12 min 13 s          |
| 4e                     | Nord-Est / Centre      | France                 | + 16 min 11 s          |
| 5e                     | Italie                 | Italie                 | + 18 min 5 s           |
| 6e                     | Sud-Est                | France                 | + 19 min 30 s          |
| 7e                     | Ouest / Sud-Ouest      | France                 | + 23 min 43 s          |
| 8e                     | Sud-Est                | France                 | + 19 min 5 s           |
| 9e                     | Espagne                | Espagne                | + 28 min 22 s          |
| 10e                    | Afrique du Nord        | France                 | + 32 min 23 s          |
| modifier               |                        |                        |                        |

Leaders des classements généraux
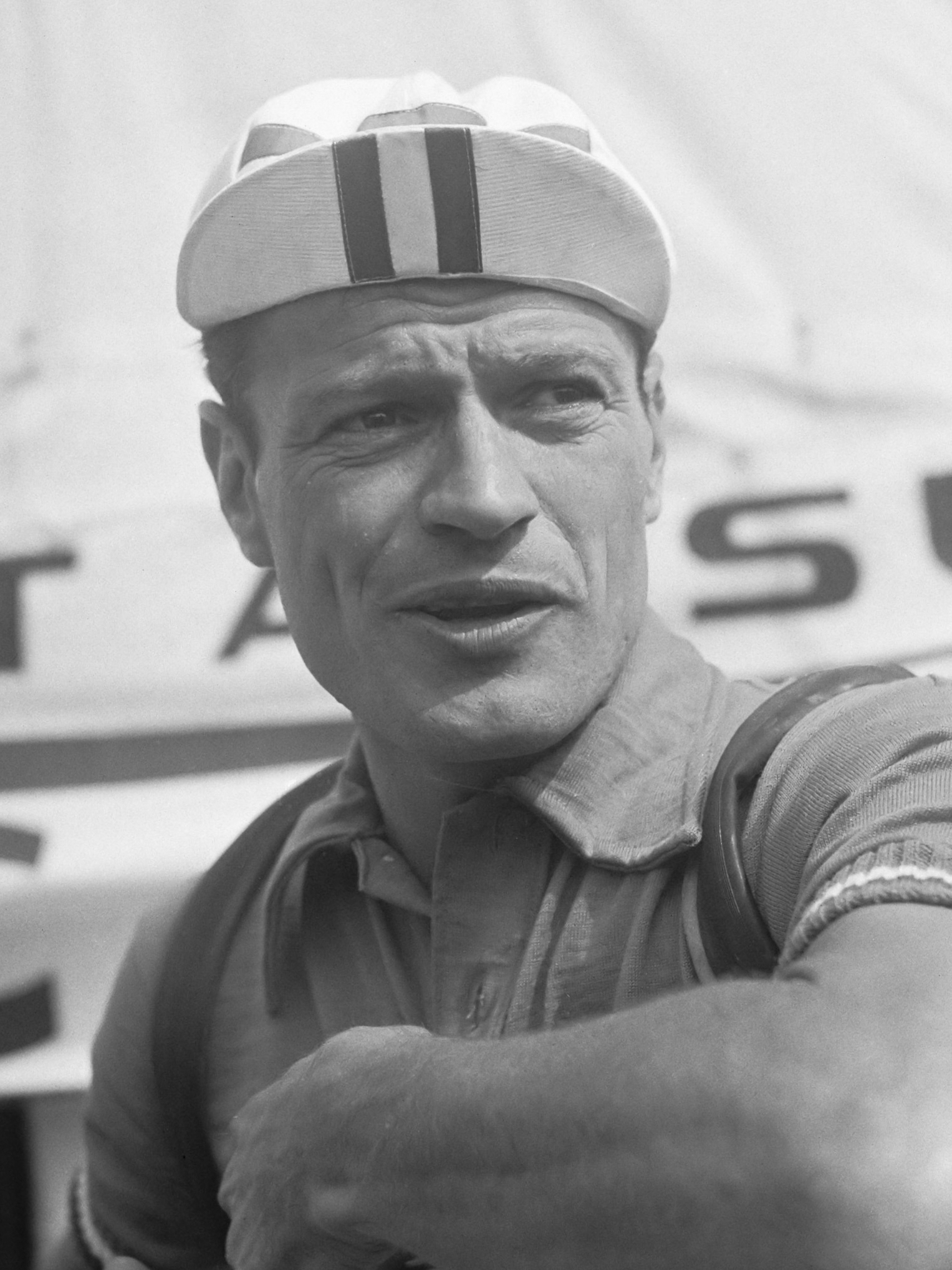
Nello Lauredi (Équipe de France) Leader du classement général individuel
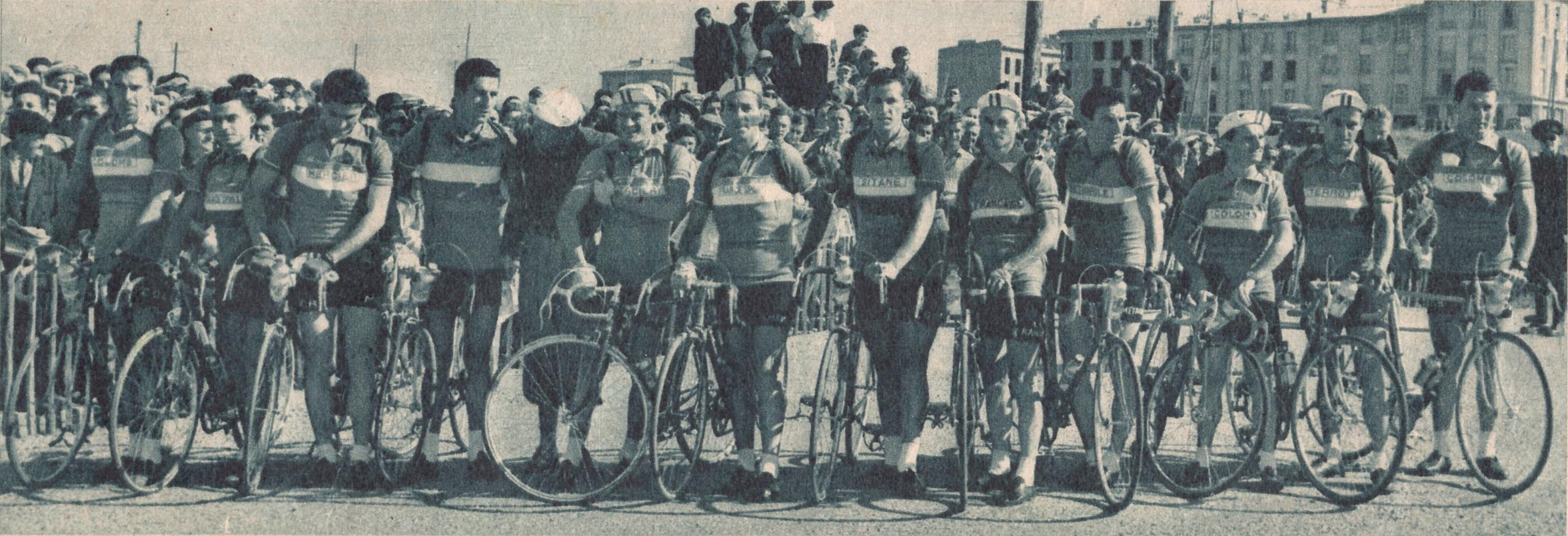
L'équipe de France Leader du classement général par équipe

## Abandons, exclusions
La liste des coureurs classés à l'arrivée d'une étape est établie par la direction du Tour en retirant de la liste de départ les coureurs qui ont abandonné en cours d'étape (abandon), les coureurs qui ont franchi la ligne d'arrivée avec un temps de course qui excède de 10 % celui du vainqueur (arrivée hors délais) et enfin les coureurs exclus pour une raison disciplinaire (mise hors course).

### Abandon
- André Dufraisse (Ouest / Sud-Ouest)[31].
- Robert Ducard (Nord-Est / Centre) : Souffrant de deux ongles incarnés et incisés[29].
- Germain Derijcke (Belgique) : Souffrant des ganglions[81].
- Robert Chapatte (Paris) : Souffrant d'une indigestion[82].

## Statistiques
La 3e étape du Tour de France 1952 représente dans l'histoire du Tour depuis 1903, :
- la 713e étape disputée (dont 75 semi-étapes) ;
- la 3e victoire d'étape dans la carrière de Nello Lauredi ;
- la 335e d'un coureur français ;
- le 1er maillot jaune de l'équipe de France depuis celui de Louison Bobet lors de la 13e étape du Tour de France 1948[44].